# ガンバ大阪
ガンバ大阪（ガンバおおさか、英: Gamba Osaka）は、日本の大阪府吹田市、豊中市、茨木市、高槻市、池田市、摂津市、箕面市をホームタウンとする、日本プロサッカーリーグ（Jリーグ）に加盟するプロサッカークラブ。Jリーグ創設当初からのチーム、オリジナル10の1つ。

## 概要

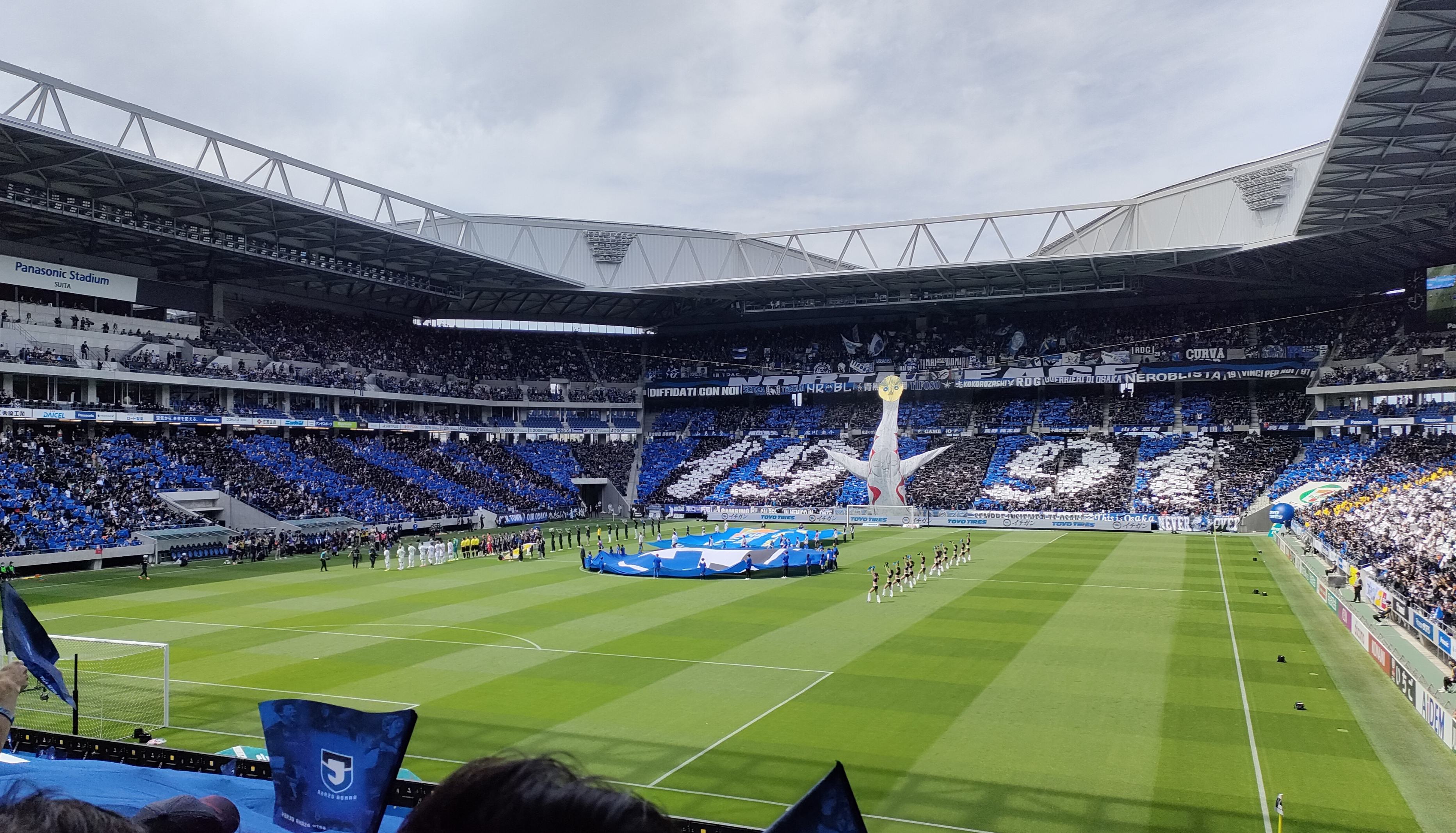
2023年5月3日 ガンバ大阪 vs セレッソ大阪

ヤンマーディーゼルサッカー部のサテライトチームであったヤンマークラブの監督・選手で結成した松下電器産業サッカー部（1980年・昭和55年）を前身とする。
2005年に初タイトルとなるJ1リーグ優勝を果たし、2008年にはAFCチャンピオンズリーグ制覇、2012年シーズンは17位で初のJ2リーグ降格となった。2014年にはJ1復帰1シーズン目での国内三冠（J1リーグ・Jリーグカップ・天皇杯）を達成。主要タイトル獲得数はJリーグ全加盟クラブ中、鹿島アントラーズ、浦和レッズに次いで3位。
ホームスタジアムはパナソニックスタジアム吹田。Jリーグ加盟の1993年から2015年までは万博記念競技場をホームスタジアムとしていた。練習グラウンドは万博記念公園スポーツ広場内のガンバ大阪練習場。当初は神戸ユニバー記念競技場や西京極競技場を準本拠地、淀川区（新大阪駅近く）にクラブ事務所と京田辺市に練習場と「近畿代表」「オール関西」的な意味合いが強かった。
2011年までのホームタウンは大阪府吹田市の1市。1997年に練習場とクラブ事務所をスタジアムがある万博記念公園に移転。2004年より吹田市、茨木市および高槻市、2006年より前述3市および豊中市を重点4市と定めた。2010年、それまで各市でG大阪の支援活動を行っていた4市の後援会が一丸となり、G大阪とともに各自治体、企業などと協力し、青少年の健全育成や街の活性化をはじめとする地域貢献活動を目的とした「ガンバ大阪後援会」が発足した。なお、大阪府大阪市と堺市をホームタウンとしているセレッソ大阪に対し、G大阪は北摂・北河内地域14市3町 を重点地域にしている。ホームタウンはその後、2012年2月に茨木市、高槻市、豊中市の3市、2015年5月に池田市、摂津市、箕面市の3市 をそれぞれ追加し、北摂地域の全ての市となった。
クラブ名の「ガンバ（GAMBA）」は、イタリア語で「脚」を意味し「脚」によってシンプルで強いチームを目指す。また、日本語の「頑張る」にも通じ、
- チーム一丸となって勝利を目指してガンバるチーム
- どんな状況でもガンバって勝利を勝ちとるチーム
- 大阪をホームタウンとし、大阪を中心とした関西ファンの声援を受けてガンバるチーム
- 日本一、世界一のクラブ組織に向けてガンバるサッカークラブ

という意味が込められている。
発足から1995年までのクラブ名は「パナソニックガンバ大阪」。略称表記はJリーグ発足当初は「大阪」であったが、1995年に大阪市・堺市をホームタウンとするセレッソ大阪や、2023年に東大阪市をホームタウンとするFC大阪がJリーグに昇格してからは、それら2クラブと区別するため「G大阪」（Gは「Gamba」の頭文字）や「ガ大阪」と略記される。
運営会社は株式会社ガンバ大阪で、設立当初は松下電器産業（現・パナソニック）が全株式を保有していたが、1997年に関西電力、大阪ガス、西日本旅客鉄道が株主となっている。なお、資本金はJリーグクラブの中でも最少。
マスコットは松下進デザインの「ガンバボーイ」 で、ゼウスの生まれ変わりという設定。ガンバって勝利を勝ち取る元気なサッカーボーイで、雷の形の闘志あふれるエネルギーをその手につかんでいる。人間をモチーフにした数少ないマスコットの1つ（オリジナル10では唯一の人間をモチーフにしたマスコット）。Jリーグ開幕当初は、デザインイラストどおりギリシャ風の衣装を着用するデザインだったが、1990年代後半頃からはユニフォームを着用したイラストに変更された。ただし、ユニフォーム以外を着用しているものも少数ではあるが存在した。
エンブレムは1995年までは、クラブマスコットのガンバボーイそのものがエンブレムの代わりで、正式なエンブレムができた1996年以降は、クラブカラーと同じブルーとブラックで大阪府の府鳥「百舌鳥」を伝統の象徴である盾型にアレンジし、その中央にはサッカーボールが描かれ、勝利の証である月桂樹のかわりに、大阪府の木「銀杏」の葉が周囲を飾るものになっている。
2021年10月2日、オフィシャルホームページにて、2022年シーズンよりエンブレムとロゴを変更する事が発表された。
エンブレムは、炎、ハート、ゴールの3つの要素によってガンバ大阪の頭文字「G」を造形。エンブレム下部より上昇する炎の形状は、熱狂を生み出す青い炎となる、ガンバ大阪の姿を象徴し、エンブレムの中心からハートの形状を描くブルーのラインは、心の中で燃え続ける熱い情熱によって、ファン・サポーター、地域、日本のスポーツ文化の中心となる意志を表す。
エンブレム上部に描かれたゴールの形状は、栄光（ゴール）に向けて真摯に挑み続ける、決意を表している。
ロゴは、エンブレムのエッセンスを取り入れた、シンプルでありながら意志の強さのあるユニークで現代的なデザインに変更された。
2022年4月1日付で、メインスポンサーであるパナソニックの事業再編（持株会社・パナソニックホールディングスへの移行）に伴い、これまでパナソニック本社直轄で運営していた企業スポーツクラブの運営を委託する新母体としてパナソニックスポーツ株式会社が設立され、ガンバ大阪はそのパナソニックスポーツの子会社（パナソニックホールディングスが所有していた株式をパナソニックスポーツに移譲）として機能することになった。

## 歴史

### 前史
1980年に創部された松下電器産業サッカー部が前身。1984年に日本サッカーリーグ（JSL）2部、1986年にJSL1部へ昇格。第70回天皇杯全日本サッカー選手権大会（1990年）優勝 などの成績を残した。
1991年10月1日、運営会社である株式会社松下サッカークラブを設立。

### 1992年 - 2012年（J1）

#### 1992年 - 1995年
1992年にクラブ名を「パナソニックガンバ大阪」と命名。Jリーグ創設時からの加盟クラブ「オリジナル10」の一つであり、当初は近畿地方で唯一のJリーグクラブだった。Jリーグ加盟時は松下がユニバーサル映画を買収した時期と重なり、強そうなのでスティーヴン・スピルバーグの映画『ジョーズ』から大阪城にも引っ掛け「大阪ジョーズ」という名前が有力候補だった。しかし、ジョーズエピネと言う有名脱毛剤を販売していた居藤高久がジョーズという商標を持っており、貸してもらうことができなかったため、ガンバ大阪と言う名前になった。
松下初代監督水口洋次の同い年の親友で松下監督をJSL閉幕時点でも務めた釜本邦茂が引き続きJ参戦に向けて指揮を執った。永島昭浩、礒貝洋光、本並健治、エジバウドなどが所属していた。1992年のJリーグカップは8位に終わったが、第72回天皇杯全日本サッカー選手権大会はベスト8の成績。しかし、1993年1月にエジバウドがシーズン開幕を待たずして交通事故で他界した。
1993年Jリーグ開幕節（5月16日）、万博記念競技場で浦和と対戦し、和田昌裕の得点で1 - 0で勝利したが、1st・2ndステージとも8勝10敗の成績で、順位はそれぞれ10チーム中8位と6位。Jリーグ開幕初年は年間成績7位に終わる。ナビスコ杯ではベスト4へ進出。帝京高等学校時代の2年生次で出場した第70回全国高校サッカー選手権では7得点を挙げ大会得点王に輝き、同校を優勝に導いた大型ストライカーとして注目を集めた松波正信は卒業の93年開幕したばかりのJリーグの4クラブ（名古屋グランパスエイト、鹿島アントラーズ、ジェフユナイテッド市原）から正式オファーがあり、ガンバに加入。同年5月16日の開幕節ではベンチ入りも逃したが6月9日、サントリー第11節サンフレッチェ広島戦で決めたJ初ゴールがJリーグ通算100ゴールとなった。以後、初年度から出場機会を掴みリーグ戦29試合出場7得点を記録、7得点のうち10代最後の誕生日の前日11月20日、NICOSシリーズ第14節市原緑地運動公園臨海競技場で当時高卒ルーキーだった松波はキックオフから延長までフルタイム出場しハットトリックを達成、3点目は延長前半のサドンデス（Vゴール）。
1994年、釜本体制2年目。永島が清水エスパルスに移籍した一方、前年からのアレイニコフに加え、ツベイバやプロタソフといった元ソ連代表勢が加入した。しかし、守備の要となる筈だったツベイバがケガで離脱し、1stステージは7勝15敗で12チーム中10位。2ndステージはツベイバが復帰したが、7連敗を喫すなど最下位争いの常連となり、名古屋グランパスエイト・浦和と共にJリーグのお荷物と扱われるようになった。最終的に8勝14敗で1stステージ同様の10位の成績。カップ戦はナビスコ杯・天皇杯共にベスト4で敗退。シーズン終了後、成績不振により釜本が監督を解任された。
1995年、ジークフリート・ヘルトが監督に就任。ヒルハウス、スクリーニャらが加入。また、ユースから宮本恒靖らがクラブで初めて昇格した。1stステージ序盤は6勝2敗と好スタートを切り、首位争いに加わったが、その後は8連敗を喫し、最終的なステージ成績は10勝16敗で14チーム中11位。2ndステージは8勝18敗の13位。年間総合順位は初めて最下位に終わり、シーズン終了後にヘルトが監督を退任した。天皇杯は2年連続でベスト4に入った。

#### 1996年 - 1998年
1996年、クラブ名を「ガンバ大阪」、法人名を「（株）ガンバ大阪」にそれぞれ改称。前アシスタントコーチのヨジップ・クゼが監督に就任。初の1シーズン制で行われ、リーグ開幕から15連敗していたV川崎に第9節に勝利するなど、前半戦は8勝7敗。しかし後半戦で失速し、最終的な年間成績は11勝19敗で16チーム中12位。年間成績は初年度から参加した10チーム中唯一4年連続の負け越しとなった。天皇杯は3年連続でベスト4に進出した一方で、ナビスコ杯では予選で敗退した。

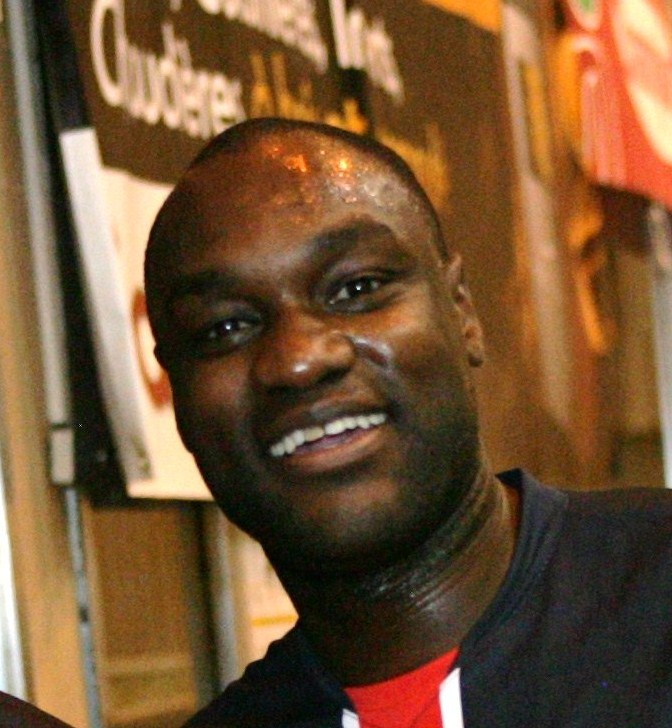
パトリック・エムボマ

チームスローガン：GAMBA REVOLUTION
1997年、クゼ体制2年目。礒貝が浦和、本並がV川崎に移籍。一方でカメルーン代表のパトリック・エムボマが加入し、新井場徹がユースから昇格した。また、ユースから飛び級でトップチームに昇格した稲本潤一が当時のJリーグ最年少出場記録となる17歳171日でJリーグ公式戦に初出場した。1stステージを8勝8敗（17チーム中8位）と初めて勝敗を五分に持ち込むと、2ndステージは当時のJリーグ記録となる9連勝を飾り、首位争いに加わり、2位の成績を残した。また、年間成績も初めて勝ち越し4位となった。なお、エムボマは25得点を挙げて、クラブ初のJリーグ得点王とベストイレブンを獲得。シーズン終了後、クゼが監督が母国クロアチア代表のスタッフ就任により退団、天皇杯はアシスタントコーチのフリードリッヒ・コンシリアが率い、4年連続でベスト4に入った。
チームスローガン：Run Together ともに勝利を!
1998年、フレデリック・アントネッティの監督就任が決まっていたが、ヨーロッパのシーズンが終了してからの来日という形になり、それまではコンシリアが監督を務めた。また、橋本英郎がユースから昇格し、姫路市立琴丘高等学校の播戸竜二を練習生として獲得した（数か月後にプロ契約）。1stステージは14位（7勝10敗）。7月にエムボマがイタリア・セリエAのカリアリに移籍した。2ndステージは16位（5勝12敗）となり、年間成績は15位。また、ナビスコ杯は予選敗退、天皇杯は3回戦で敗退した。

#### 1999年 - 2001年
チームスローガン：Dream together
1999年、アントネッティ体制2年目。大黒将志、二川孝広がユースから昇格した。1stステージは6勝9敗で16チーム中10位に終わり、アントネッティがシーズン途中で監督を退任。2ndステージから早野宏史が監督に就任したが、5勝1分9敗の13位。年間成績は11位となった。また、ナビスコ杯は2回戦、天皇杯は4回戦で敗退した。
チームスローガン：激闘宣言
2000年、早野体制2年目。1stステージは5勝2分8敗の13位。2ndステージは開幕から5連勝。第10節の広島戦での勝利で3年ぶりに首位に立った。鹿島と優勝を争ったが、第14節で鹿島、最終節で磐田に破れ、順位は4位。なお、年間成績では6位、15勝2分13敗と3年ぶりに勝ち越した。また、天皇杯では3年ぶりにベスト4へ進出。
チームスローガン：挑戦
2001年、早野体制3年目。遠藤保仁、山口智を獲得。1stステージは9勝6敗の5位。1stステージ終了後、稲本がクラブ初となる海外移籍で、イングランド・プレミアリーグのアーセナルFCへ移籍。2ndステージは低迷し、第8節にC大阪戦（大阪ダービー、Vゴール負け）の翌日に早野が監督を辞任した。コーチの竹本一彦が監督に昇格したが、最終成績は5勝2分8敗の11位。年間成績は16チーム中7位（14勝2分14敗）。

#### 西野体制序盤3年間
2002年のチームスローガン：新挑戦

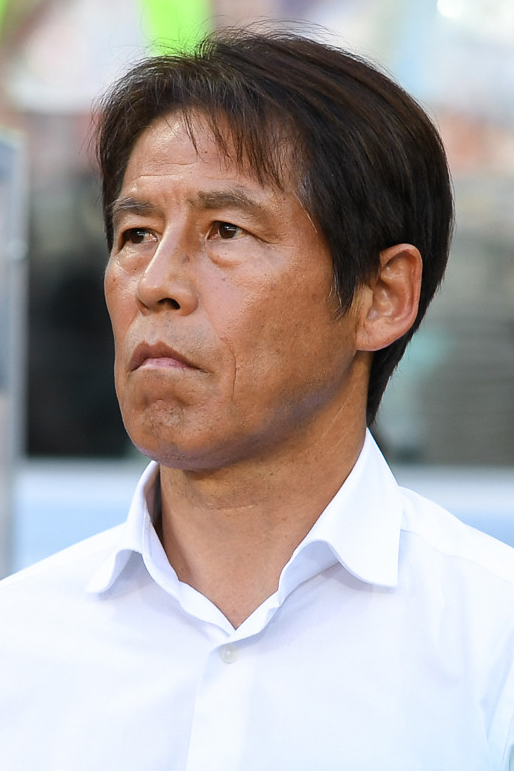
2002年シーズンから10年間チームを指揮し、7つものタイトルをもたらし、黄金期を支えた西野朗

2002年、前柏監督の西野朗が監督に就任。マグロン、マルセリーニョ・カリオカらが加入した。1stステージは中断期間までに4勝1分け2敗の4位。再開後も4連勝で一時は3位に浮上、最終的に9勝1分5敗で4位に入った。2ndステージも磐田と優勝を争ったが、直接対決で0-2と完敗するなどし、2位の成績（10勝5敗）。年間順位も過去最高の3位となり、19勝1分10敗と2年振りの勝ち越しを達成。また失点数・反則ポイント共に、チーム歴代最少であった。この年、マグロンはリーグ2位となる22得点を挙げた。
2003年のチームスローガンは、「Over the Top」。西野体制2年目。年間で7度アディショナルタイムで失点を喫するなど失った勝点が積み重なった結果、一時は残留争いに加わった。1stステージは4勝4分7敗で12位、2ndステージは優勝争いには絡めず、6勝5分4敗で7位。年間成績も10勝9分11敗と4年ぶりに負け越した。シーズン終了後、新井場徹が鹿島に移籍した。4月17日、1996年12月29日の天皇杯準決勝広島戦でのプレー中の事故を最後に1998年シーズン途中に退団した今藤幸治が死去した。
2004年のチームスローガンは、「Re:Start - ガンバが変わる -」。西野体制3年目。シジクレイ、フェルナンジーニョらを獲得。1st・2ndステージ共に優勝争いに加わり、1stステージ7勝3分5敗で4位、2ndステージ8勝3分4敗で3位の成績。なお、この年はユース出身の大黒将志がリーグ戦日本人最多の20得点を挙げた。また、J1・1st第15節新潟戦で家長昭博がJリーグ史上初となる2種登録選手によるデビュー戦での初得点を挙げた。カップ戦においては、ナビスコ杯ベスト8、天皇杯ベスト4の成績となった。

#### 2005年
チームスローガン：熱き青の力で、共に頂点へ

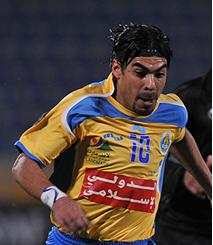
アラウージョ

2005年、西野体制4年目。アラウージョ、藤ヶ谷陽介を獲得。ナビスコ杯は決勝に進出した（千葉にPK戦で敗れ準優勝）。リーグ戦序盤6試合はわずか1勝であったが、リーグ戦中盤以降にはアラウージョ、大黒将志、フェルナンジーニョを擁する攻撃力が機能するようになり（総得点は合計82）、22節に首位に立つ。ホーム最終戦の11月27日終了時点では2位に後退するも、最終節で川崎に勝利し、勝点1差の首位だったC大阪がFC東京と引き分けたため、クラブ創設以来初また関西のチームとして初となるリーグ優勝を果たした（詳細は2005年J1最終節を参照）。同時にAFCチャンピオンズリーグ2006（ACL）の出場権を獲得した。
この年、アラウージョがクラブのシーズン最多得点となる33得点を挙げ、クラブでは1998年のエムボマ以来となる得点王と、クラブ初となるリーグMVPを獲得。シーズン終了後、アラウージョが移籍。この年、16得点を挙げた大黒もフランス2部リーグのグルノーブルへ移籍した。また、1993年のJリーグ開幕から所属した松波正信が現役を引退した。

#### 2006年
チームスローガン：もっと熱く、青く、強く!!!〜さらに新たな挑戦へ〜

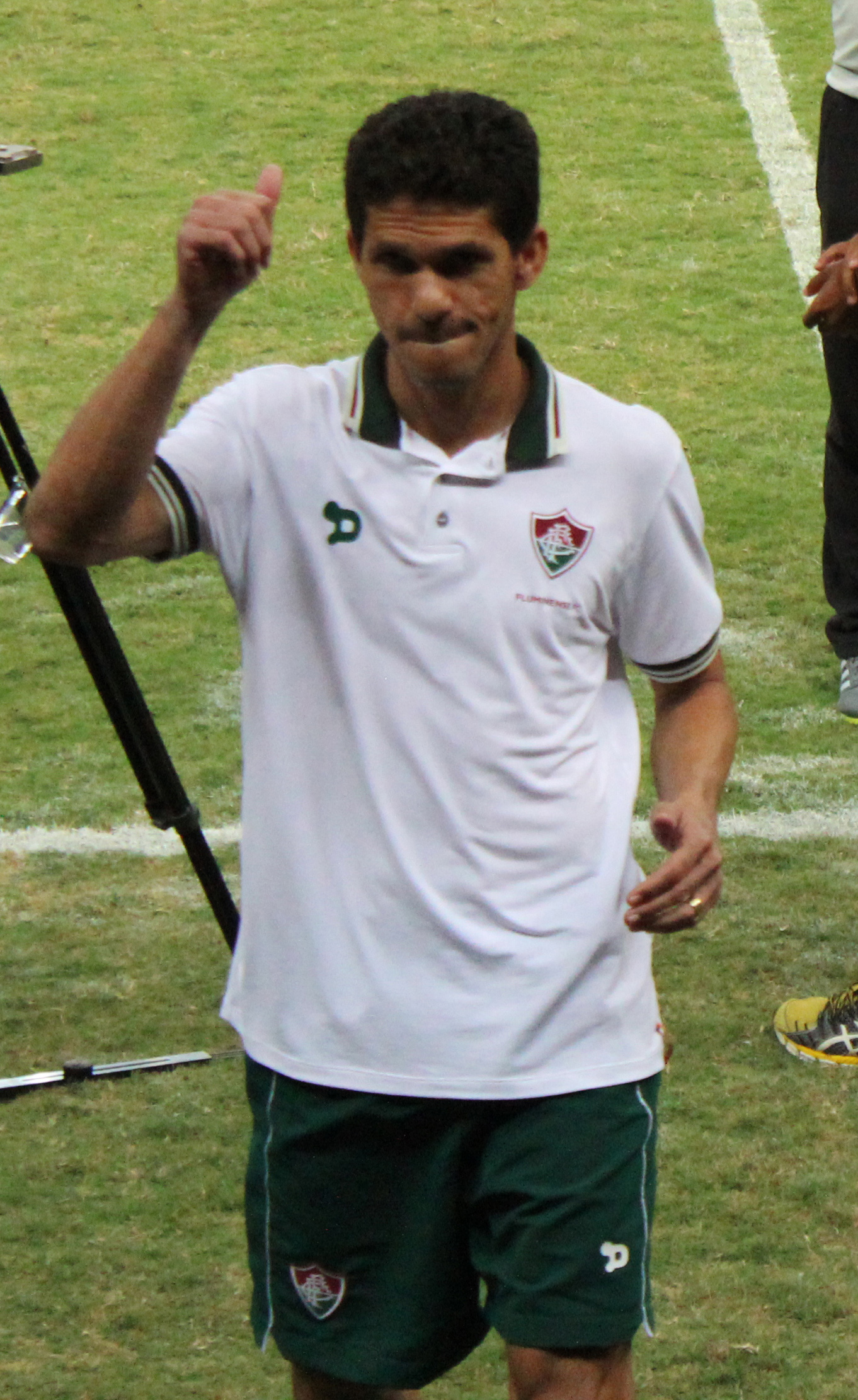
2006年シーズンに得点王に輝いたマグノ・アウベス

2006年、西野体制5年目。大型補強を行い、FWにマグノ・アウベスと、7年ぶりにG大阪復帰となる播戸竜二、柏から元日本代表のMF明神智和、日本代表のDF加地亮らを獲得。また、ユースからは安田理大、平井将生ら過去最多の6人が昇格した。
初出場したAFCチャンピオンズリーグ2006はマグノ・アウベスが8得点で大会得点王を獲得したが、グループリーグで敗退。A3チャンピオンズカップ2006は中国の大連実徳と千葉には勝利したが、韓国の蔚山現代に大敗し、2位の成績。
リーグ戦は最終節前で浦和に勝点3差の2位であったが、最終節の浦和との直接対決に2-3で敗れ、リーグ連覇はならなかった（最終順位は3位）。なお、マグノ・アウベスがクラブ史上3人目の得点王となる26得点、播戸も16得点を挙げた。
リーグ戦終了後、宮本恒靖がオーストリアのレッドブル・ザルツブルクへ移籍、また、フェルナンジーニョも移籍した。
天皇杯では、Jリーグ加入後初（前身の松下電器時代を含めると16年ぶり）の決勝進出を果たしたが、浦和に敗退した。

#### 2007年
チームスローガン：超攻撃

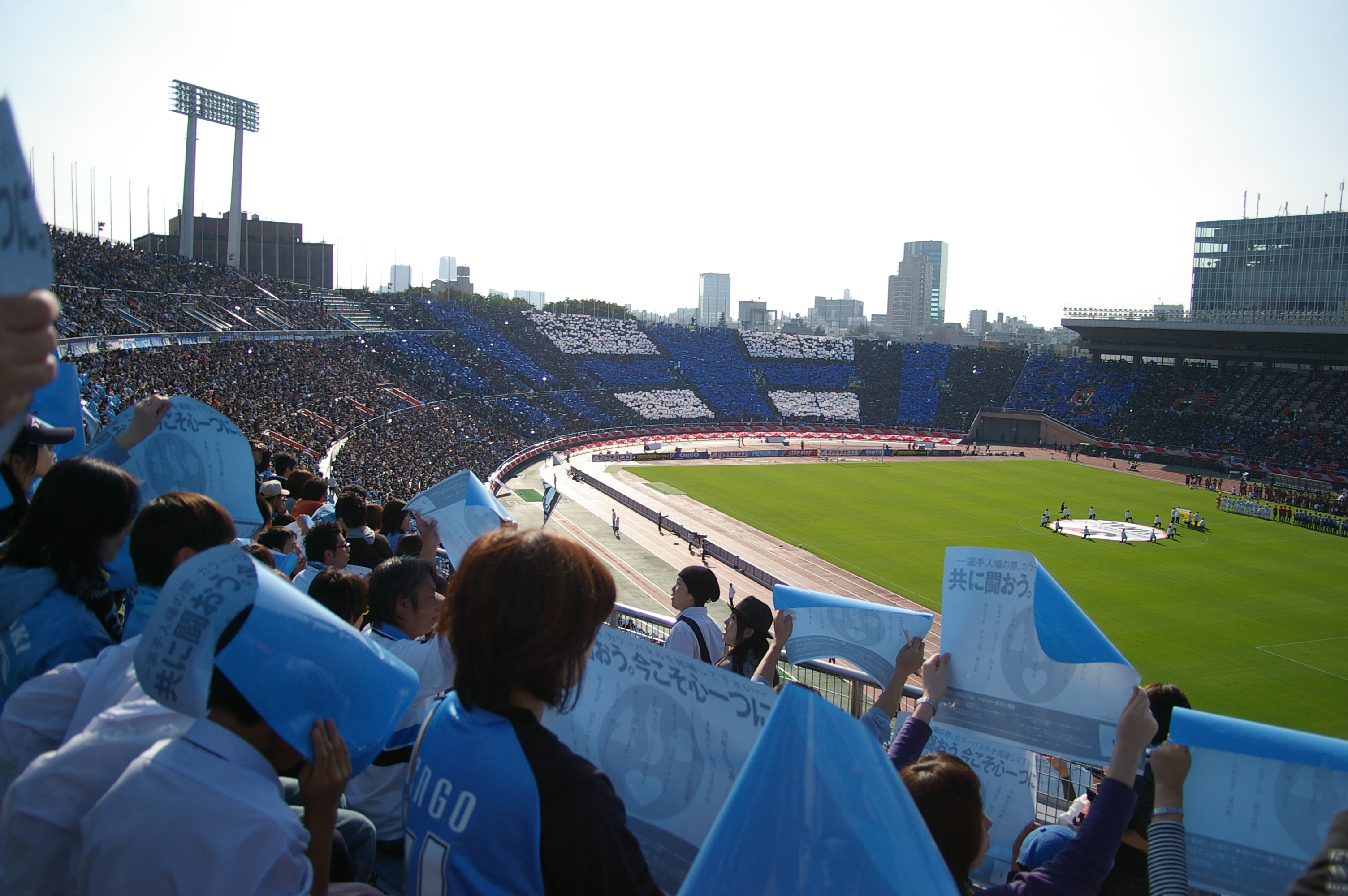
ナビスコカップ決勝時のガンバ大阪サポーターによるコレオグラフィー

2007年、西野体制6年目。FWバレー、レンタルでDF中澤聡太を獲得。開幕前に行われたゼロックススーパーカップでは浦和と2年連続で対戦し、マグノ・アウベスのハットトリックを含む4-0で勝利しスーパカップ初制覇。
ナビスコ杯では、2年ぶりに決勝進出。決勝では川崎と対戦し、優勝。決勝点を挙げた安田理大が、大会MVPとニューヒーロー賞を受賞した。
リーグ戦は、クラブ初となる開幕4連勝で波に乗り、中断期間まで12勝5分け1敗と好調のまま首位。中断明けの浦和との直接対決に敗れ、最終的に2年連続の3位に終わったが、浦和が前年度の天皇杯とAFCチャンピオンズリーグ2007を優勝したため、ACLの大会規定により天皇杯優勝枠でAFCチャンピオンズリーグ2008の出場が決まった。
シーズン後、外国籍選手のクラブ最多出場記録を持ち、ゲームキャプテンも務めたシジクレイが移籍。また、實好礼忠が現役を引退した。

#### 2008年
チームスローガン：Power 〜力の結集〜
2008年、西野体制7年目。佐々木勇人、ルーカス、山崎雅人らを獲得した2008年シーズンは300日余りの間に公式戦を過去最多の61試合をこなす過酷な日程となった。
2月のパンパシフィックチャンピオンシップ2008は、初戦でロサンゼルス・ギャラクシー、決勝でヒューストン・ダイナモに夫々勝利し、1992年のクイーンズカップ以来となる16年ぶりに国際タイトルを獲得した。
5月17日、埼玉スタジアムの浦和戦（第13節）で、一部のG大阪サポーターによる浦和側への観客席に対する物の投げ込みを発端とした両クラブのサポーターが衝突する騒動が発生し、クラブは騒動を起こしたBB sez TOKYOの団員2名を永久入場禁止とし、同団体は解散となった。また、Jリーグから1000万円の制裁金が課された。
7月30日、スルガ銀行チャンピオンシップでアルゼンチンのアルセナルFCと対戦し、0 - 1で敗れた。
2年ぶりに出場したAFCチャンピオンズリーグ2008では準決勝で前年覇者である浦和とのACL史上初のJリーグ勢対決を2戦合計4 - 2（第1戦 1 - 1、第2戦 3 - 1）で制すると、11月12日の決勝ではオーストラリアのアデレード・ユナイテッドに2戦合計5 - 0（第1戦 3 - 0、第2戦 2 - 0）で勝利し、クラブ史上初、Jリーグ勢では1999年（AFCチャンピオンズリーグの前身であるアジアクラブ選手権）の磐田、2007年の浦和に次ぐ3クラブ目となるアジア制覇を果たす。また、ACL史上3クラブ目の無敗での優勝、そして、史上初のアウェー全勝（6戦中4戦が逆転勝ち）での優勝であった。遠藤保仁が大会MVPを受賞。また、AFCよりアジア年間最優秀クラブ賞を受賞し、監督の西野がアジア年間最優秀監督賞を受賞した。
一方で、リーグ戦はシーズン序盤でやや躓くと、立て直してきた中盤には播戸竜二が肝機能障害、遠藤がウイルス感染症で離脱。更に、エースストライカーのバレーがUAEのアル・アハリに移籍。また、横浜FMからロニーを獲得するも、チームにフィットせず中盤で大失速。特にJ1第19節からJ1第24節まで勝利が無く、優勝争いから脱落する。最終順位は8位に終わった。
12月、日本で開催されたFIFAクラブワールドカップ2008は初戦の準々決勝でこの年3度目の対戦となったアデレードに1 - 0で勝利。準決勝はヨーロッパ王者のマンチェスター・ユナイテッドに3 - 5で敗戦。3位決定戦は北中米カリブ海王者のパチューカに1 - 0で勝利し、前年の浦和に続き大会3位となった。
天皇杯はクラブワールドカップとの日程が並行したため、準々決勝以降は中2・3日の間隔で試合が行なわれたが、2年ぶりに決勝へ進出。柏との決勝は延長後半に途中出場の播戸の先制点が決勝点となり1 - 0で勝利し、前身の松下電器時代の1990年度大会以来、18年ぶり2度目の優勝を果たす。これにより、国内3大タイトルを全て獲得した5つ目のクラブとなった。同時にAFCチャンピオンズリーグ2009出場権も獲得した。

#### 2009年
チームスローガン：SHOBU〜そして、ワールドスタンダードへ〜
2009年、西野体制8年目。レアンドロ、チョ・ジェジンなどのFW、高木和道、パク・ドンヒョクの日韓代表経験を持つDFらを獲得した。

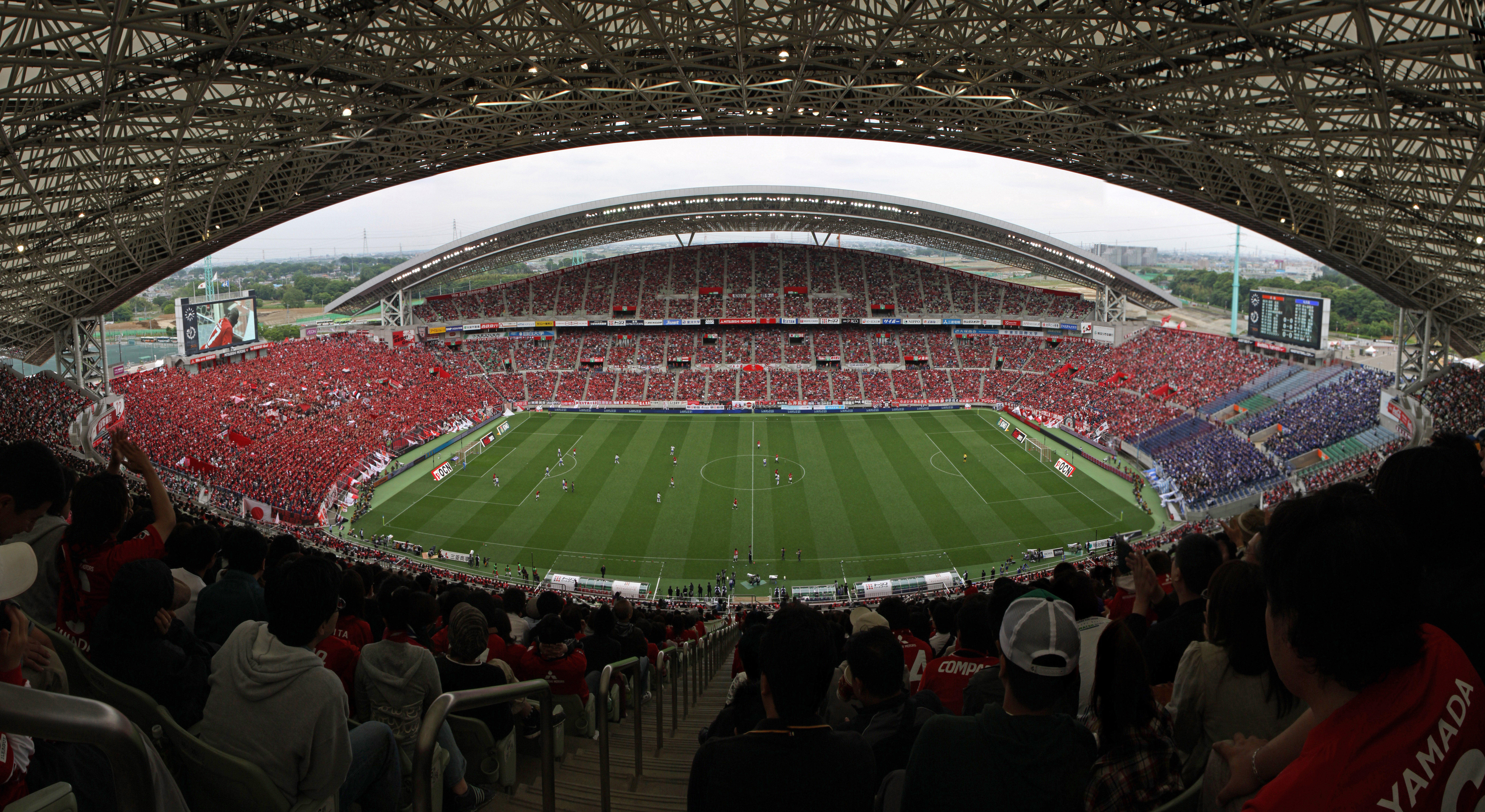
2009年5月16日 浦和レッズ戦

5月2日、レアンドロがJ1第9節 大分戦で4月8日のACLグループリーグ第3節 スリウィジャヤ戦から続いていた、公式戦の連続試合得点をクラブ新記録となる7試合連続ゴールを達成した。最終的には5月10日のJ1第11節 柏戦までの9試合まで記録を更新。また、同試合で4月12日J1第5節 大宮戦から続いていたJ1の連続試合得点をクラブタイ記録の6試合連続ゴールも達成した。
5月20日、ACLグループリーグ第6節 FCソウル戦で、この年クラブ初の高校2年生でトップチームに昇格した宇佐美貴史が、1997年に稲本潤一が記録したクラブ最年少記録を更新する、17歳14日での公式戦初出場・初得点を記録。しかし、試合には敗れ、2006年のACLから続いていたACLの連続無敗記録が19試合で途切れた。そして、ラウンド16で川崎に敗れ、ACL連覇を逃した。
リーグ戦は開幕から二川孝広と加地亮の不在や期待された新戦力がチームに馴染まなかった影響により、なかなか調子が上がらず、特に5月後半から7月の半ば頃まで、万博でのホームゲームで6連敗（ACL、ナビスコカップ含む）を喫した。さらに8月にはチーム得点王のレアンドロがカタールのアル・サッドに移籍。新潟からペドロ・ジュニオールを獲得するもチームへのフィットに時間がかかり結果は出せず、一時は鹿島との最大勝点差が19となった。
11月8日、J1第31節 京都戦のペドロ・ジュニオールの2得点目で鹿島、磐田に次ぐ3クラブ目となるリーグ戦クラブ通算1000ゴールを達成。11月24日、AFCより遠藤保仁が日本人選手5人目、Jリーグ所属選手では1997年の中田英寿（平塚）以来となるアジア年間最優秀選手賞を受賞した。
後半戦はなんとか立て直し、第32節まで優勝の可能性を残しつつも、第33節で首位の鹿島との直接対決で1-5と大敗し優勝を逃した。それでも、最終的に3位となり、AFCチャンピオンズリーグ2010の出場権は獲得した。
天皇杯は準々決勝で鹿島を破りリーグ戦での雪辱を果たすと、天皇杯6試合で8得点を挙げたルーカスの活躍もあり2年連続で決勝進出。決勝では名古屋を4 - 1で破り、歴代7チーム目の天皇杯連覇を達成。そして、天皇杯決勝戦を最後に、1997年から所属した松代直樹が現役を引退した。

#### 2010年
チームスローガン：夢 〜すべてをひとつに〜
2010年、西野体制9年目。ここ数年行った大型補強を行わず、新人とレンタル復帰以外では、FWのドドとゼ・カルロスの獲得のみにとどめ、現有戦力の維持を優先した。
シーズン開幕から6試合連続公式戦未勝利。リーグ戦も開幕から5試合連続未勝利で、その後も相次ぐ主力選手の離脱、外国籍選手の不調、更には試合終了間際の失点などが重なり、なかなか波に乗れず、1試合未消化であるものの首位争いから大きく離され、11位で中断期間に入る。また、ペドロ・ジュニオールがブラジルのクラブへ移籍し、ゼ・カルロスも途中移籍した。
AFCチャンピオンズリーグ2010は、グループリーグ第3節シンガポール・アームド・フォーシズ戦で平井将生が日本人選手では7人目、ユース出身選手では大黒将志以来となるハットトリックを達成する活躍などで、3年連続グループリーグを突破するもラウンド16でこの年ACLを制した城南一和に敗れた。
リーグ後半戦、磐田から韓国代表のイ・グノを獲得。この年優勝した名古屋との直接対決では2試合とも敗れ、勝点10差をつけられ独走優勝を許してしまったが、2位の成績となり、AFCチャンピオンズリーグ2011の出場権を獲得した。なお、ACLでハットトリックを決めた平井がチームトップの14得点（リーグでは日本人2位）、高校3年生ながら主力に定着した宇佐美貴史も高校生Jリーガーのシーズン最多記録となる7得点を挙げ、G大阪下部組織出身者として初のJリーグベストヤングプレーヤー賞（新人王）を受賞した。3年目の武井択也も途中離脱した明神智和の代役としてチームに貢献するなど、多くの若手選手が飛躍したシーズンであった。
天皇杯では準決勝で清水に敗れ天皇杯3連覇を逃した。
シーズン終了後、安田理大がオランダ1部・フィテッセに、C大阪へレンタル移籍していた家長昭博がスペイン1部・マジョルカに、広島へレンタル移籍していた山崎雅人が広島に、安田晃大が北九州に、ルーカスがアトレチコ・パラナエンセに完全移籍した。

#### 2011年
チームスローガン：新芯進 〜新たなる未来へ〜
クラブ設立20周年となる2011年、西野体制10年目。Kリーグ・全北現代モータースから元U-23韓国代表のキム・スンヨン、ブラジル1部・SCインテルナシオナルから昨シーズンC大阪でリーグ戦14得点を挙げたアドリアーノ、大学生の金正也、藤春廣輝、川西翔太を獲得、ユースから大森晃太郎が昇格し、開幕直後にレンタルでコリンチャンス-ALからアフォンソを獲得した。
アンブロ（販売元:デサント）と新たに2020年シーズンまでのユニフォームサプライヤー契約を締結した。また、1995年以来毎年行われてきた石川県西部緑地公園陸上競技場でのホームゲームから撤退した。
3月11日に発生した東日本大震災の影響で、J1第2節から第6節が開催延期となった。これを受け、クラブ公式サイトで被災地への義援金を募るチャリティーオークションが開催され、3月27日には神戸との「東北地方太平洋沖地震チャリティーマッチ ?LET'S SUPPORT OUR FRIENDS 今こそ仲間のために行動しよう!?」が万博記念競技場で開催された。10月2日、創立20周年記念試合となったJ1第28節浦和戦で、6クラブ目となるJ1通算300勝を達成。
AFCチャンピオンズリーグ2011はグループリーグを首位で突破したが、ラウンド16で当時8年間リーグ戦で敗れていないC大阪に敗退。ナビスコ杯は浦和に準決勝で敗退。天皇杯は水戸に3回戦で敗退。
リーグ序盤戦、アドリアーノがクラブタイ記録の6試合連続得点を記録するなど得点ランキングトップを独走する活躍を見せ、攻撃面ではリーグトップの得点数であったが、守備面は開幕からの連続失点試合がリーグワーストの18試合で、総失点数が一時期リーグ最多となった。6月、アドリアーノがカタールのアル・ジャイシュ、7月に宇佐美がドイツ・バイエルン・ミュンヘンに移籍した一方、草津からFWラフィーニャを獲得。ラフィーニャ加入以降の夏場を無敗で乗り切り、第22節川崎戦で2009年3月以来となる首位に立ったが、第29節名古屋戦に大敗し、柏に首位を明け渡した。その後、最終節まで優勝の可能性を残したが、最終順位は3位で2年連続無冠に終わった。
シーズン終了後、2002年から10年間監督を務めた西野朗が退任した。

#### 2012年
チームスローガン：躍動

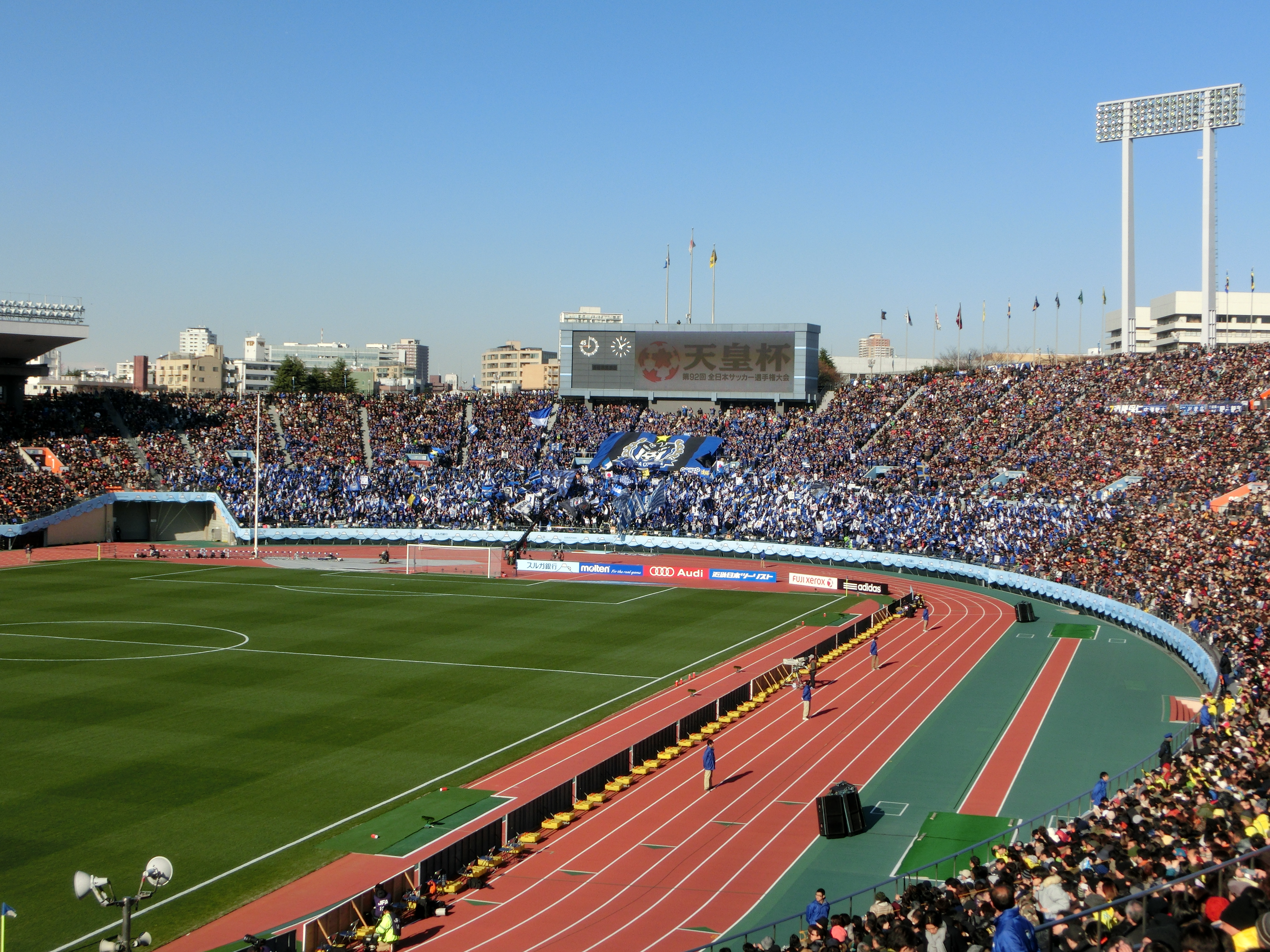
天皇杯決勝時のガンバ大阪サポーター

2012年、監督にジョゼ・カルロス・セホーンが就任。クラブ史上初のブラジル人監督となった。コーチ陣も元日本代表の呂比須ワグナーを含む3人が加入。山口智や橋本英郎、下平匠やイ・グノらが退団した一方、FC東京から今野泰幸、甲府からパウリーニョ、徳島から佐藤晃大、FCソウルからイ・スンヨルを完全移籍で、清水から武田洋平、CAタボン・ダ・セーハからエドゥワルドをレンタル移籍で獲得し、丹羽大輝が6年ぶり、寺田紳一と倉田秋が3年ぶりにレンタル移籍先から復帰。新人では大卒で阿部浩之、テスト生から沼田圭悟を獲得し、ユースからは田尻健、西野貴治、稲森克尚が昇格した。
シーズン初の公式戦となったAFCチャンピオンズリーグ2012グループリーグ初戦に0-3で敗北。また、J1第2節のC大阪戦（大阪ダービー）を含むJ1第3節まで公式戦5連敗を喫した。J1第3節終了後の3月26日に監督のセホーン、ヘッドコーチの呂比須、フィジカルコーチのウェリントンおよび強化本部長の山本浩靖を解任。後任にコーチの松波正信がクラブOB初・クラブ最年少で監督に就任した。ACLでは1勝に留まり、この年出場したJリーグ勢で唯一グループリーグで敗退。
第6節（川崎戦）でリーグ戦初勝利を挙げたが、中断前の12試合でわずか2勝（3分7敗）。15位の新潟と勝点差6（ACL出場による日程変更でリーグ戦試合消化はガンバが新潟より1試合少ない状態）の16位と降格圏に低迷。これを受け、夏の補強としてRCDマヨルカから家長昭博、アル・サッドからレアンドロが期限付き移籍で復帰。また、清水から岩下敬輔を期限付き移籍で獲得。一方で、6月にラフィーニャと契約解除。7月にイ・スンヨルが蔚山現代FC、寺田が横浜FC、星原が水戸へそれぞれ期限付き移籍で退団。中盤以降、新戦力のレアンドロや家長の活躍もあり後半戦はやや持ち直すものの、第33節時点で降格圏内の16位で第34節（最終節）を迎える。最終的にはジュビロ磐田に、1-2で敗れ、初のJ2降格が決定した。この年、総得点数はリーグ1位の67得点であったが、総失点はリーグ17位の65失点であった。大量得点で勝つ事が多く、1試合3得点以上の試合では9戦全勝だったのに対し、1試合2得点以下の試合では11分14敗と1勝もすることができなかった。また、ホームは17試合の内わずか4勝（7分6敗）に終わった。前年3位から17位への順位降下は、2021年シーズン終了時点でも、J1リーグにおける最大の順位降下記録である。
天皇杯は3年ぶりに決勝へ進出したが、柏に敗れ、ACLの出場権を逃した。シーズン終了後、松波が監督を退任した。

### 2013年（J2）
チームスローガン：「復活〜さらなる進化を勝ち取るために〜」
初のJ2で迎えた2013年、監督に元清水監督の長谷川健太が就任。中澤聡太が川崎へ、佐々木勇人が仙台へ完全移籍したが、主力選手の大半がチームに残留した。シーズン前の補強では、ロンドン五輪韓国代表のオ・ジェソク、関西大学からユース出身の岡崎建哉を獲得。一方で、ユースからの昇格は14年ぶりに見送られた。
序盤戦はややつまずくも開幕から12試合連続無敗を記録（6勝6分）。第13節神戸戦で初黒星を喫したが、第13節以降6連勝を記録。第16節終了時点で神戸をかわして首位に浮上。代表組の遠藤・今野が不在となった6月も無敗で乗り切り前半戦を首位で折り返す。後半戦、2012年夏から期限付き移籍で加入していた家長とレアンドロがそれぞれ契約満了により退団するが、ステアウア・ブカレストからロチャ、ドイツ・TSG1899ホッフェンハイムへの期限付き移籍が満了した宇佐美貴史が2年ぶりに復帰した。夏場はロチャ・宇佐美の活躍で順調に乗り切ったが、第32節長崎戦でホーム初黒星を喫すると、以降やや失速し第35節で神戸に再び首位の座を明け渡してしまう。それでも、第37節以降連勝を重ねると、第39節熊本戦での勝利で首位を再奪還すると同時に1年でのJ1昇格が決定。さらに、ホーム最終戦となった第41節山形戦でJ2優勝を達成した。ホーム万博でタイトルを勝ち取ったことはこれが初であった。また、J1・J2両カテゴリーの優勝は柏・広島に次ぐ3クラブ目となった。総得点は2位の神戸の78点を21点上回る99得点であった。
この年、ホームでの観客動員は平日開催が多かったこともあり、ホームゲームのシーズン平均入場者数は前年よりも下回る12,286人（前年度比83.1％）であったが、アウェーでは各地で好調な動員を記録。前年のJ2の平均観客動員は6000人を下回ったが、2013年のアウェーのガンバ戦はほとんどが1万人以上の動員を記録。中でも、富山、松本、岡山など複数のクラブ過去最多動員記録を更新し、J2全体の入場者数は前年より約15％増加するなど、J2の観客動員増加に大きく貢献。このJ2全体に巻き起こった現象はアベノミクスになぞらえ「ガバノミクス」「アシノミクス」などと呼ばれた。

### 2014年 - （J1）

#### 2014年
チームスローガン：「Rising G」

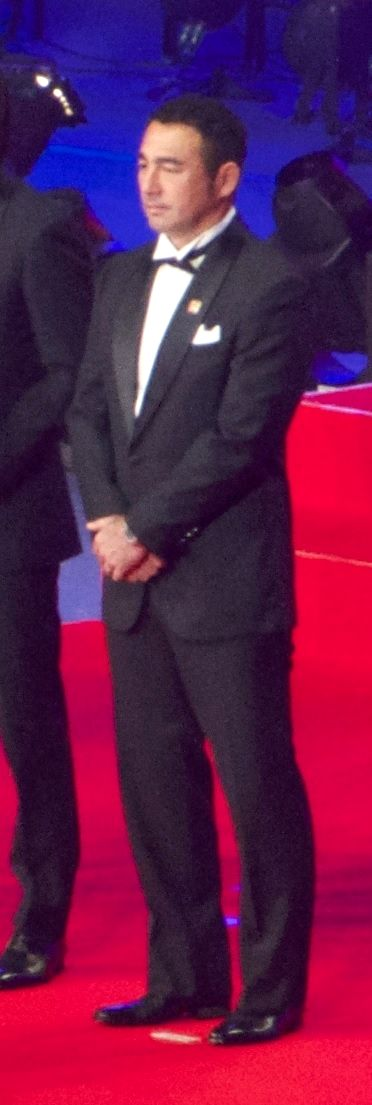
J2昇格から1年でJ1優勝に貢献した監督の長谷川健太

2年ぶりのJ1で迎えた2014年、長谷川体制2年目。新潟から東口順昭、千葉から米倉恒貴を獲得し、河田晃兵が3年ぶり、金正也が2年ぶりにレンタル先から復帰。外国人選手では、クリシューマECからリンス、パウリスタFCから期限付き移籍でエブソンを獲得。ユースからは内田裕斗と小川直毅、さらに井手口陽介がクラブ史上5人目となる飛び級で昇格した。シーズン途中には、エブソンが讃岐へ期限付き移籍、加地亮が、MSL・チーヴァス・USAへ完全移籍したが、川崎・甲府に在籍していたパトリックを期限付き移籍で獲得した。
4月16日、ナビスコカップ・グループリーグ第3節鳥栖戦で、2種登録選手の高木彰人が16歳8カ月12日での公式戦初出場を果たし、2009年に宇佐美が記録したクラブ史上最年少出場記録を更新した。
7年ぶりに予選からの参加となったナビスコカップではAグループ1位で決勝トーナメント進出。準々決勝では同じAグループで2位に入った神戸に快勝（2戦合計4 - 1）、準決勝では2007年の決勝で顔を合わせた川崎に2戦合計5-4と打ち合いを制し、7年ぶりに決勝進出。決勝ではこの年の天皇杯4回戦でも顔を合わせた広島と対戦、前半35分までに2点先取されるも、前半のうちに1点を返し後半に2点を挙げ逆転勝ち。ナビスコカップの決勝では史上初となる2点差からの逆転優勝で、2007年以来2回目のナビスコカップ制覇を果たした。
J1では、開幕直前に前年のチーム得点王の宇佐美が負傷離脱したこともあり、前半戦は極度の得点力不足に陥りブラジルワールドカップによる中断前は4勝3分7敗で降格圏の16位に低迷。それでも、後半戦は復帰した宇佐美や中断期間に新加入したパトリックを中心とした攻撃陣が機能し、中断後早々5連勝で降格圏から一気に抜け出すと、8月末から10月にかけては10年ぶりとなる7連勝を記録し優勝争いに加わる。第32節、負ければ優勝の可能性が消滅する首位浦和との天王山を制し勝点差2に詰めよると、続く第33節神戸戦での勝利で浦和を得失点差で上回り初の首位に浮上。そして最終節、最下位のアウェー徳島戦はスコアレスドローに終わったが、優勝の可能性を残していた2位浦和・3位鹿島がそれぞれ敗れたため、2005年以来9年ぶり2回目のJ1優勝を果たした。J1昇格1年目でのリーグ優勝は、2011年の柏以来2例目であり、また最大勝点差14からの逆転優勝はJリーグ史上最大だった。中断後は15勝3分2敗と猛烈な巻き返しを見せ、総得点はリーグ2位の59得点を記録。総失点もリーグ2位タイの31失点に留め、完封試合はクラブ新記録となる14試合を記録するなど、2年前J2に降格した主原因であった守備面は大幅に改善され攻守共に安定した数字を残した。
天皇杯では、翌年1月開催のAFCアジアカップ2015の影響で日程が例年よりも前倒しになり、リーグ戦と並行して行われたことで他のJ1クラブが早々に敗退する中、J3優勝の金沢、徳島、広島、2013年の天皇杯でPK戦の末に敗れた大宮、2010年の準決勝で敗れた清水をそれぞれ下し、2012年以来2年ぶりに決勝進出。決勝ではこの年J1昇格プレーオフを制した山形を3 - 1で下し5年ぶり3回目（前身時代含めると4回目）の天皇杯制覇を果たした。これにより、2000年の鹿島以来14年ぶり2チーム目、日本人監督のもとでは史上初、さらにJ1昇格1年目のクラブでも初の国内三冠を達成した。

#### 2015年
チームスローガン：「Moving G」
2015年、長谷川体制3年目。仙台から赤嶺真吾、横浜FMから小椋祥平、磐田から藤ヶ谷陽介を獲得し、ユースからは林瑞輝、妹尾直哉、嫁阪翔太、平尾壮の4人が昇格した。7月8日、清水より長沢駿を獲得。
1月24日、インドネシア・スーパーリーグのペルシジャ・ジャカルタとの親善試合「パナソニックカップ2015」がインドネシアで行われ、4-0で勝利した。
2月28日、三冠王者として挑んだ富士ゼロックススーパーカップは前年リーグ2位の浦和に2-0で勝利し、8年ぶり2度目の優勝を果たした。
5月27日、2種登録選手で高校2年生の堂安律がACLラウンド16第2戦FCソウル戦でプロデビューを果たし、直後のJ1第10節鹿島戦でクラブ史上最年少となるリーグ戦デビューを果たした。
3年ぶりに出場したACLは初戦広州富力、第2節城南FCに2連敗し、予選敗退ムードが漂っていたが、第3節ブリーラム・ユナイテッドFC戦に引き分け、第4節ブリーラム戦でACL初勝利をあげる。第5節広州富力戦は5-0で圧勝。最終節城南FC戦も逆転勝利で3勝1分2敗とし、首位通過を決めた。ノックアウトステージラウンド16ではFCソウルと対戦。第1戦目は敵地で3-1、第2戦目はホームで3-2で連勝してベスト8に進出。準々決勝は前年の韓国王者全北現代との日韓決戦を2戦合計3-2で下しベスト4に進出。準決勝は2013年のACL王者で中国スーパーリーグ4連覇中の広州恒大との日中決戦に2戦合計1-2で敗れ7年ぶりの決勝進出とはならなかった。
ナビスコカップはACLの影響で決勝トーナメントから参加。準々決勝はPK戦の末に名古屋を準決勝では新潟をそれぞれ下し、2年連続で決勝進出を決めたものの、決勝では過密日程からかパフォーマンスが落ちてしまい、鹿島に0-3で敗れ連覇はならなかった。
1stステージ序盤は今野泰幸の負傷離脱でチームの調子が上がらなかったが、今野復帰後は調子を取り戻す。しかし、ACLとの過密日程により選手には疲労が溜まり、先制するも追いつかれる試合が続き、結果的には1stステージ4位で終えた。
2ndステージも全てのカップ戦を勝ち抜き過密日程が続いたことで、年間1位の広島と年間2位の浦和に大きく差をつけられた。年間順位4位で迎えた最終節で山形に勝利、年間3位のFC東京が鳥栖と引き分けたため、得失点差で3位に浮上しチャンピオンシップ出場を決めた。
CSは浦和との準決勝を延長戦の末3-1で勝利し決勝進出。リーグ戦年間順位1位の広島と対戦した決勝ではホームでの第1戦を終盤の連続失点で逆転負けし、アウェイでの第2戦も引き分けた事により2戦合計3-4でリーグ連覇を逃した。
天皇杯はACLでベスト8以上に入ったことで4回戦から出場。4回戦では川崎、万博での最後の公式戦となった準々決勝では鳥栖を破り、準決勝ではCSで敗れた広島にリベンジを果たして2年連続で決勝に進出。決勝では浦和にパトリックの2得点で勝利し、2008年・2009年大会以来となる天皇杯連覇を飾った。この年の公式戦は、最終的に2008年の61試合に次ぐJ1全クラブ最多となる60試合に達するハードな日程だった。

#### 2016年
チームスローガン：Ambition
クラブ設立25周年となる2016年、長谷川体制4年目。本拠地をサッカー専用スタジアム「パナソニックスタジアム吹田」に移転。また、J3リーグにセカンドチーム「ガンバ大阪U-23」が参戦。
ユースから高木彰人、市丸瑞希、初瀬亮、堂安律が昇格（堂安は飛び級での昇格）。関西学院大学から呉屋大翔、大津高校から野田裕喜と一美和成が加入。愛媛から岡崎建哉が期限付き移籍から復帰。横浜FMからアデミウソンを期限付きで、藤本淳吾を完全移籍で獲得。明神智和とリンスが移籍した。
2月14日、市立吹田サッカースタジアムのこけら落としマッチ「Panasonic Cup」が開催され、名古屋に3-1で勝利した。
AFCチャンピオンズリーグではグループG組に入った。上海上港（中国）、水原三星（韓国）、メルボルン（オーストリア）と同組に入ったが、2013年の広島に続いて日本サッカー史上2チーム目のグループステージ未勝利とグループステージがホームアンドアウェー制度になった2004年以降では最低となる勝点2しか稼げずにGL敗退が決定した。
1stステージでは開幕早々にDF丹羽が離脱したことでセンターバックが人材難になりスタートダッシュに失敗。新戦力のアデミウソンが4得点と活躍するも、ACLとの過密日程でコンディションが上がらず首位の鹿島とは勝点15差の6位に低迷した。特にホームでは3勝2分4敗と大きく取りこぼした。1stステージ終了後、夏の移籍市場で宇佐美がドイツ1部・FCアウクスブルクに完全移籍し、ガンバ大阪一筋の二川が東京ヴェルディに期限付き移籍した。
Jリーグカップでは決勝まで勝ち進み、3年連続ファイナル進出となった。決勝の浦和レッズ戦では1-1の同点で延長戦でも決着がつかずにPKとなったが、4-5で敗れてしまい準優勝となった。
2ndステージは10勝3敗4分け、勝点34の4位にとどまり、年間総合順位でも勝点58で3位の鹿島に1ポイント及ばず4位となり、チャンピオンシップ進出はならなかった。天皇杯ではベスト8まで勝ち進んだが、ベスト8で横浜F・マリノスに敗れて今シーズンは無冠に終わった。

#### 2017年
チームスローガン：勝
2017年、長谷川体制5年目。期限付き移籍で加入していたアデミウソンを完全移籍で獲得し、千葉から井出遥也、大宮から泉澤仁、名古屋から森勇人、横浜FMからファビオ、昨年は東京Vに在籍した鈴木椋大、清水から三浦弦太を補強。また、U-23チームを主戦とする選手として札幌から中原彰吾、東京Vから郡大夢を期限付き移籍で獲得、ユースから食野亮太郎が昇格、東福岡高校から高江麗央、市立船橋高校から高宇洋、韓国からペ・スヨンが加入した。一方で、岩下敬輔が福岡に、阿部浩之が川崎に移籍し、内田達也が東京Vに、西野貴治が千葉に期限付き移籍、赤嶺真吾は期限付き移籍先の岡山に完全移籍した。シーズン開幕直後に、鹿島から赤﨑秀平を期限付き移籍で獲得、また前年の大ケガにより登録を抹消されていたパトリックを再登録した。
AFCチャンピオンズリーグ2017には東地区プレーオフ2のプレーオフラウンドから出場し、ホームでジョホール・ダルル・タクジムFC（マレーシア）に勝利して本戦出場決定。本戦ではグループHに入り、三浦弦太、堂安律、初瀬亮といった若手を積極起用して臨んだが、アデレード・ユナイテッド（オーストラリア）に1勝1分けとしたものの、その試合で2-0でリードしている最中に金正也がロングボールの対応をしようとして足を滑らせて失点に絡んでしまったり、後半13分に名手・遠藤がPKを失敗する等ミスも重なり、江蘇蘇寧（中国）・済州ユナイテッド（韓国）に連敗し、勝点4で2年連続でグループ最下位で敗退となった。
夏の移籍市場では城南FCから黄義助を獲得、千葉へ期限付き移籍していた西野が復帰。一方で堂安がオランダFCフローニンゲンに期限付き移籍、丹羽とパトリックが広島に移籍した。
4月16日、第7節・C大阪との大阪ダービーで、一部のサポーターがナチス親衛隊「SS」を連想させる文字の入ったフラッグを掲出したことが問題になった。クラブは同月20日に謝罪し、翌21日にサポーター・グループの処分を発表。さらに5月11日、C大阪戦で起きたサポーター・グループの不適切フラッグ掲出問題について、Jリーグ・裁定委員会からの制裁が決定したことを発表した。
9月7日、監督の長谷川がシーズン限りで退任する事が発表された。また、天皇杯では4回戦で柏レイソルに敗退し、ルヴァンカップでも準決勝でセレッソ大阪に敗れてしまい無冠となった。攻撃陣は長沢以外に2けた得点を挙げた選手がおらず、J1では長谷川政権史上最悪の10位・48得点となり、退任発表以降はクラブワースト記録となる13試合未勝利のままシーズンを終えた。

#### 2018年
チームスローガン：奪還
2018年、レヴィー・クルピが新監督に就任。浦和から矢島慎也、山形から菅沼駿哉が復帰。東海大学付属相模高等学校から山口竜弥、前橋育英高等学校から松田陸、東福岡高校から福田湧矢、三菱養和ユースから中村敬斗が入団。ユースから谷晃生、芝本蓮、白井陽斗が昇格した。
J1リーグ戦では開幕から3連敗し、J1リーグが18チーム体制になった2005年以降初めて、16チーム体制だった2000年以来18年ぶりとなる単独最下位に転落、またYBCルヴァンカップ1試合の敗戦も合わせて、前年から続く公式戦連続未勝利記録は17まで伸びた。けが人が続出したことがあった。
その後最下位は脱し、ルヴァンカップではノックアウトステージ進出を果たしたものの、 J1リーグ戦では調子は上向かず、リーグ前半戦17試合を終えて4勝3分10敗、勝点15でJ2降格の可能性のある16位に低迷、また天皇杯では、初戦の2回戦で対戦した関西学院大に1-1から延長戦の末1-2で敗れた。ワールドカップによる中断を挟んで J1リーグ戦5試合連続未勝利となった翌日の7月23日、監督のクルピを解任、U-23監督の宮本恒靖が後任のトップチーム監督に就任した。
監督交代後、シーズン途中にはレノファ山口から小野瀬康介、神戸から渡邉千真を補強したが、長沢が渡邉とトレードする形で神戸へ期限付き移籍。
また、監督交代後、序盤は苦戦し4戦目の第21節FC東京戦で宮本体制での初勝利を決める。9月以降はチームが上向き、第25節川崎戦から第33節長崎戦にかけて21年ぶりクラブタイ記録となる9連勝を飾り、宮本就任以降は10勝3分4敗、勝点33を積み上げ最終的に9位でJ1残留を決めた。

#### 2019年
チームスローガン：GAMBAISM
2019年、宮本体制2年目。広州恒大から金英權、ブリーラムから青山直晃、熊本から田中達也 を獲得。また、仙台から矢島、徳島から呉屋、金沢から田尻が期限付き移籍から復帰。さらに開幕直後にはスペインからダビド・コンチャを期限付き移籍で獲得。また、ユースから奥野耕平、関西学院大から髙尾瑠が新加入。
一方で期限付き移籍をしていた長沢と二川、ファビオや初瀬などがそれぞれ移籍した。
第2戦で今季初勝利するも第5節から7戦勝ち無し。第12節の大阪ダービーからは食野や矢島、中村などの若手選手を大量に起用し、巻き返しを図ったが、一時はJ2自動降格圏に転落。しかし、前半戦最後の最後でなんとか持ち直し、前半戦は13位で終えた。
シーズン途中にはFCアウクスブルク から宇佐美が完全移籍で2016年夏以来3年ぶり2度目、広島からパトリックが期限付き移籍で2017年夏以来2年ぶりに、リーズ・ユナイテッド から井手口が完全移籍で2017年以来1年半ぶりに復帰。また、川崎から鈴木雄斗を期限付き移籍で、山口から高木大輔を完全移籍で獲得した。さらに9月には昨シーズンまでビルバオに所属していた元スペイン代表のマルケル・スサエタを完全移籍で獲得した。
一方でエースの黄義助がフランスのボルドーへ、これまで国内三冠やJ1復帰・残留などに貢献した今野が磐田へ、ベテランの藤本が京都へ、オ・ジェソクがFC東京へ、中村がオランダのFCトゥウェンテへ、食野がイングランドのマンチェスター・シティ へ、米倉が千葉へとそれぞれ移籍するなど主力級や若手の選手が大量に流出してしまった。
天皇杯は、3回戦で法政大学に0-2で敗戦し、2年連続で大学勢に敗退する結果となった。
10月4日、第28節の札幌戦に勝利し、鹿島、横浜FM、浦和に次ぐJ1通算400勝を達成した。
ルヴァンカップでは、2年ぶりに準決勝へ進出したが、札幌相手に2戦合計2-2、アウェーゴールルールにより、3年ぶりの決勝進出はならなかった。また、4年連続の無冠が確定した。
リーグ戦の最終成績は、12勝11分11敗の勝ち点47の7位。

#### 2020年
チームスローガン : GAMBAISM
2020年、宮本体制3年目。トゥールーズFCから昌子源、鳥栖から小野裕二、石川慧、岡山から一森純を完全移籍で、磐田から新里亮、柏から猿田遥己、川崎 からタビナス・ジェファーソンを期限付き移籍で獲得。また、FC東京からオ・ジェソク、岐阜から市丸が期限付き移籍から復帰。また、ユースから川崎修平、塚元大、唐山翔自、関西大学から黒川圭介、関西学院大から山本悠樹、ボイン高等学校からシン・ウォノが新加入。さらに、広島から期限付き移籍で復帰していたパトリックが完全移籍へ移行した。
一方で、元スペイン代表のスサエタとコンチャ、期限付き移籍をしていた呉屋や米倉、一美などがそれぞれ移籍した。
また、シーズン途中には2000年から在籍している遠藤が磐田に期限付き移籍で、今シーズン復帰したばかりのオ・ジェソクが名古屋に完全移籍で、市丸が琉球に期限付き移籍でそれぞれ移籍した。
リーグ戦では9年ぶりに開幕戦で勝利した後、一時期2位に浮上するも、夏に連敗で一時期失速。その後は12戦負けなしなどで好調を維持し、2位でシーズンを終え、3年ぶりのACL出場権及び天皇杯出場権を獲得した。また、これまでパナソニックスタジアム吹田で勝利がなかった名古屋グランパスエイト、鹿島アントラーズ、柏レイソル、ヴィッセル神戸から初勝利を収めた。
20勝5分9敗という成績に対し得失点差は僅かに+4であり、得点数もリーグ9位だった。またアウェイでの勝率は71%に達し、アウェイ戦だけ見ると独走で優勝した川崎を超えるリーグ1位の成績だった。
2位でありながらJリーグベストイレブンには1人も選出されなかった。
天皇杯は決勝で川崎に0-1で敗戦し、準優勝で終わった。

#### 2021年
チームスローガン : TOGETHER as ONE
宮本体制4年目。FCソウルからチュ・セジョン、松本からレアンドロ・ペレイラ、鳥栖からチアゴ・アウベスを獲得。
また、横浜FCから一美、山口から林が復帰。一方で、渡邉、高江、市丸、松田らがそれぞれ移籍し、期限付き移籍中の遠藤と谷が移籍期間を延長した。また、ユースからの昇格は8年ぶりに見送られた。
開幕戦消化後、新型コロナウィルスの感染がチーム関係者複数に発生し3月9日から3月23日にかけてトップチーム活動の休止を余儀なくされた。活動再開後も調子を上げることができず、リーグ戦10試合消化時点で1勝4分5敗の暫定18位、得点数も3と低迷した。
そうした事情を考慮し、5月13日付で宮本監督との契約を解除。当初は強化アカデミー部長で2012年に監督を務めた松波正信が後任決定まで暫定的に指揮を執るとしていたが、6月1日に後任監督を松波として現体制を継続させることを発表した。
その後、4年ぶりの出場となったAFCチャンピオンズリーグでは、全北現代モータース、チェンライ・ユナイテッドFC、タンピネス・ローバースFCと同組。新型コロナウイルス感染症の影響のためウズベキスタンでの集中開催となったグループステージでは、タンピネスとの初戦に勝利するもその後3戦連続ドローと勝ち星を積み上げられず、第5節のタンピネス戦で大会2勝目を挙げ望みをつなげたが、第6節で全北現代に敗れグループ2位となり、他グループの結果により、日本勢で唯一のGS敗退となった。
帰国後は、新型コロナウイルス感染症の影響で開催延期になっていた3月分の全6試合を東京オリンピック期間中に中2日で開催することとなり、7月24日の福岡戦を皮切りに、9月5日のルヴァンカップ準々決勝2ndレグのC大阪戦まで国内15連戦、ACLを含めて21連戦を戦うこととなった。
シーズン途中には、フルミネンセFCからウェリントン・シウバ、水戸から柳澤亘を完全移籍で獲得。また、愛媛から加藤大智を期限付き移籍で獲得。一方で、一美が徳島へ、川﨑がポルティモネンセSCへ完全移籍。また、唐山が愛媛へ期限付き移籍した。
リーグ戦では、怪我人が続出したこともあり、シーズンを通して2度の4連敗を喫するなど低迷。ルヴァンカップを含め大量失点で敗れる試合も多く、攻撃・守備両方において課題を残すシーズンとなった。最終成績は12勝8分18敗の勝ち点44の13位。33得点はリーグ4番目に少なく、Jリーグ参入以来最低で、2005年にアラウージョ1人で記録した得点数と同じであった。シーズン終了後に松波監督が退任。

#### 2022年
チームスローガン : BE THE HEAT, BE THE HEART
前年度まで大分を率いた片野坂知宏が監督に就任。ヘッドコーチを務めた2015年以来、7年ぶりの復帰となる。
城南FCからクォン・ギョンウォン、清水から石毛秀樹、徳島から福岡将太をそれぞれ完全移籍で獲得。また、湘南から齊藤未月、サンタ・リタからダワンをそれぞれ期限付き移籍で獲得。また、愛媛から期限付き移籍で獲得していた加藤が完全移籍に移行した。さらにユースから中村仁郎と坂本一彩がトップ昇格、関西学院大学から山見大登が加入した。
一方でキム・ヨングォンが蔚山現代に、井手口がセルティックに、小野が鳥栖に、チアゴ・アウベスが岡山に、矢島が大宮にそれぞれ完全移籍。また、唐山が水戸に、塚本が金沢にそれぞれ期限付き移籍。そして、2020年から磐田に期限付き移籍していた遠藤保仁が同クラブに完全移籍した。
リーグ戦前半こそは勝点を積み上げれていたものの、シーズン後半になるにつれ失速。第25節、同じく残留を争う清水に0-2で破れたことで監督の片野坂知宏 を解任。後任には松田浩 が監督に就任。松田就任後の成績は4勝3分3敗、最終節で鹿島に0-0で引き分けて残留を確定させた。最終結果は9勝10分15敗の15位。降格した清水エスパルスとの勝点差は3。
得点数は33で、リーグ6番目に少なかった。チーム得点王はパトリックの5ゴールであり、クラブ史上最も少なかった。
ルヴァンカップは1勝2分3敗の3位でグループステージ敗退。天皇杯は4回戦で鹿島に敗退。
シーズン終了後に松田監督の退任を発表。さらに攻撃の要として長年在籍したパトリックや小野瀬康介が契約満了のため退団することが発表された。

#### 2023年
チームスローガン : BE THE HEAT, BE THE HEART
2021-2022年にかけて徳島を率いていたダニエル・ポヤトスを新監督に招聘。マルセル・サンツがヘッドコーチに就任。
パトリック（京都サンガFCへ移籍）、ウェリントン・シウバ、レアンドロ・ペレイラ（ペルセポリスFC（イラン）へ移籍）、加藤大智、小野瀬 康介（湘南ベルマーレへ移籍）、芝本連（FCティアモ枚方へ移籍）が契約満了で退団。齊藤未月が期限付き移籍満了で退団。唐山 翔自は水戸ホーリーホックへ期限付き移籍延長。坂本一彩がファジアーノ岡山、南野遥海がテゲバジャーロ宮崎、髙橋隆大が奈良クラブへそれぞれ期限付き移籍。ツエーゲン金沢から塚元大、ベガルタ仙台から佐藤 瑶大がそれぞれ育成型期限付き移籍から、湘南ベルマーレに期限付き移籍していた谷晃生が復帰した。昌子源が鹿島アントラーズ、チュ セジョンが大田ハナシチズン（韓国）へそれぞれ完全移籍。ロアッソ熊本より杉山直宏、V・ファーレン長崎より江川湧清、モンテディオ山形より半田陸、SCサンタ・リタ（ブラジル）よりダワン、オーデンセ ボルドクルブ（デンマーク）よりイッサム ジェバリ、マッカビ・ハイファFC（イスラエル）よりネタ ラヴィが完全移籍加入した。
2月8日、チョンブリFC（タイ）と提携を締結。
開幕戦こそ引き分けたがその後は低迷。第14節の敗戦で3年連続のリーグ戦4連敗を喫し最下位に転落。第15節の前にはサポーター連合がクラブへの抗議としてツイッター上で、この日の試合の応援を拒否する姿勢を表明する事態となった。試合にも敗れ、25年ぶりの5連敗となってしまった。試合後は選手やポヤトス監督らがゴール裏に集まったサポーターと話し合いののちに、選手とサポーターが握手を交わし大きな拍手が送られた。
天皇杯は高知ユナイテッドSC（JFL）に2回戦で敗れ敗退。
リーグ戦では第15節新潟戦から24節湘南戦まで8勝1分1敗と急速に盛り返し、残留争いから抜け出す。その後は勝ちに見放され再び低迷。
10月27日、ポヤトス監督と来シーズンの契約更新を発表。
翌日のリーグ戦、セレッソ大阪との大阪ダービーは1-0の完封負けで、2年連続でリーグ戦シーズンダブルを食らった。次の福岡戦でも負け、シーズン2度目の5連敗を喫する。またこの試合により、94～96年以来2度目の3年連続2桁順位が確定した。
最終節を前に残留を決めるも、その後最終節まで連敗を7に伸ばし、95年の8連敗に次ぐ記録となった。最終順位は9勝7分18敗で16位、降格した2012年に次ぐ低い順位となった。なお、勝ち点34、得失点差−23は2012年を下回り、2005年に34試合制になって以降、最低の成績であった。さらにリーグワーストタイの61失点を記録するなど、苦しいシーズンとなった。総得点は38で、7ゴールを挙げたファン・アラーノがチーム得点王となった。
- トップチーム強化

選手移籍、育成型レンタル移籍、コーチングスタッフおよびチームスタッフの相互交流によりトップチーム強化を目指す。
- 育成強化

アカデミー年代における選手・スタッフの留学、試合の実施、トレーニングメソッドの情報交換などによる相互交流により、若手選手の育成強化を目指す。
※町中大輔ジュニアユース監督のJFA公認S級コーチ海外研修をチョンブリFCにて実施（1/30～2/12）
※7月にタイで行われる交流試合にジュニアユースチームが参加
- スカウト連携

タイ・リーグおよびタイ国内サッカー、Jリーグおよび日本国内サッカーの選手スカウト情報を可能な範囲で相互共有し連携する。

#### 2024年
チームスローガン : BE THE HEAT, BE THE HEART
ポヤトス体制2年目。谷晃生が町田ゼルビア、杉山直宏がモンテディオ山形、鈴木武蔵が北海道コンサドーレ札幌、山見大登が東京ヴェルディへ期限付き移籍。藤春廣輝がFC琉球、佐藤瑶大が浦和レッズ、髙尾瑠が北海道コンサドーレ札幌、柳澤亘が徳島ヴォルティス、奥野耕平が湘南ベルマーレ、山本悠樹が川崎フロンターレへ完全移籍。
名古屋グランパスから中谷進之介、セレッソ大阪から松田陸と鈴木徳真、柏レイソルから山田康太、横浜FCから山下諒也、清水エスパルスから岸本武流、大分トリニータから坂圭祐を完全移籍で獲得。また昨シーズンから期限付きで加入していたサガン鳥栖の中野伸哉が完全移籍。一森純と坂本一彩が横浜Fマリノスとファジアーノ岡山への期限付き移籍からそれぞれ復帰。法政大学から今野息吹、関西学院大学から美藤倫、ガンバ大阪ユースから張奥林が加入。またジュビロ磐田で現役を引退した遠藤保仁がコーチとして加入。2月11日にはブルガリア1部のレフスキ・ソフィアからウェルトン・フェリピを完全移籍で獲得した。
2月10日に広島で行われたサンフレッチェ広島とのプレシーズンマッチでは2-1で勝利した。
リーグは前年から一転し、新加入のDF中谷とGK一森を中心にした堅い守備と、ウェルトン、鈴木徳真、山下諒也、山田康太などの新戦力がフィットし好調を維持。キャプテンの宇佐美が開幕から3試合連続ゴールを決める。第12節のセレッソ大阪戦で勝利し、リーグでの大阪ダービー5年ぶりの勝利を挙げる。第15節の川崎戦から22節の神戸戦まで5連勝を達成、優勝争いの一角に加わる。しかし8月に入ると引き分けが多くなり、第29節のセレッソ戦に敗れ9試合勝ちなしと苦しむ。続くホーム札幌戦も終盤までリードを許す展開となるが、後半ATの宇佐美の連続ゴールで劇的勝利を挙げる。そこから最終節の広島戦まで5勝1分と調子を上げ、勝ち点を66まで伸ばす。最終的に18勝12分8敗の4位でシーズンを終えた。失点は35とリーグ2番目に少なく、昨年のリーグ最多失点から大きく改善した。参加チームの増加で4試合増えたものの、2020年以来4年ぶりに勝ち点60を超え、同年以来の好順位となった。総得点は49で、宇佐美貴史が12ゴールで最多となり、2位の坂本一彩も10ゴールを挙げた。
ルヴァンカップは1stラウンド2回戦でJ3のFC琉球に敗れて初戦敗退。
天皇杯は3年ぶりにベスト16に進出。湘南ベルマーレに3-2、サンフレッチェ広島に2-1、準決勝では横浜F・マリノスを延長の末3-2で下し、決勝に進出する。国立競技場で行われたヴィッセル神戸との決勝戦では0-1で惜敗し、準優勝となった。
この年に行われたJリーグアウォーズで、最優秀ゴール賞に宇佐美の札幌戦でのゴールが選ばれ、Jリーグベストイレブンに宇佐美と中谷進之介が選出された。ガンバから選出されるのは2018年のファン・ウィジョ以来、2人以上選出されるのは2015年以来となった。

#### 2025年
チームスローガン : BE THE HEAT, BE THE HEART
ポヤトス体制3年目。

## 選手

### 国際大会出場選手
| - ワールドカップ - 1998年 - エムボマ - 2002年 - 宮本恒靖 - 2006年 - 宮本恒靖、加地亮、遠藤保仁 - 2010年 - 遠藤保仁 - 2014年 - 遠藤保仁、今野泰幸 - 2018年 - 東口順昭 - 2022年 - クォン・ギョンウォン | - コンフェデレーションズカップ - 1995年 - 礒貝洋光、山口敏弘 - 2001年 - 都築龍太、稲本潤一 - 2003年 - 宮本恒靖、遠藤保仁 - 2005年 - 宮本恒靖、遠藤保仁、大黒将志 - 2013年 - 遠藤保仁、今野泰幸 | - アジアカップ - 2000年 - 稲本潤一 - 2004年 - 宮本恒靖、遠藤保仁 - 2007年 - 加地亮、橋本英郎、遠藤保仁 - 2011年 - 遠藤保仁、藤本淳吾 - 2015年 - 遠藤保仁、今野泰幸、東口順昭 - 2019年 - 東口順昭、三浦弦太 ファン・ウィジョ |

| - オリンピック - 1996年 - 森岡茂 - 2000年 - 都築龍太、宮本恒靖、稲本潤一 - 2008年 - 安田理大 - 2016年 - 井手口陽介、藤春廣輝(OA) | - アジア競技大会 - 1998年 - 稲本潤一、宮本恒靖 - 2002年 - 中山悟志 - 2006年 - 家長昭博 - 2010年 - 大塚翔平、菅沼駿哉 - 2014年 - 西野貴治 - 2018年 - 初瀬亮、 ファン・ウィジョ |

| - U-20ワールドカップ - 1997年 - 宮本恒靖 - 1999年 - 稲本潤一、播戸竜二 - 2005年 - 家長昭博 - 2007年 - 安田理大 - 2017年 - 堂安律、市丸瑞希、初瀬亮、高木彰人 - 2019年 - 中村敬斗 | - U-17ワールドカップ - 1993年 - 宮本恒靖 - 1995年 - 新井場徹、稲本潤一 - 2001年 - 木村敦志 - 2007年 - 田中裕人、大塚翔平 - 2009年 - 内田達也、宇佐美貴史 - 2013年 - 林瑞輝 - 2017年 - 谷晃生、奥野耕平 - 2019年 - 唐山翔自 |

## 成績
| 国内三大大会成績 | 国内三大大会成績 | 国内三大大会成績                   | 国内三大大会成績 | 国内三大大会成績 | 国内三大大会成績                                     | 国内三大大会成績 | 国内三大大会成績 | 国内三大大会成績                               | 国内三大大会成績                    | 国内三大大会成績                    |
| J1リーグ         | J1リーグ         | J1リーグ                           |                  | Jリーグカップ    | Jリーグカップ                                        | Jリーグカップ    |                  | 天皇杯 JFA 全日本サッカー選手権大会            | 天皇杯 JFA 全日本サッカー選手権大会 | 天皇杯 JFA 全日本サッカー選手権大会 |
| 順位             | 回数             | 年度                               | 成績             | 回数             | 年度                                                 | 成績             | 回数             | 年度                                           |                                     |                                     |
| ---------------- | ---------------- | ---------------------------------- | ---------------- | ---------------- | ---------------------------------------------------- | ---------------- | ---------------- | ---------------------------------------------- | ----------------------------------- | ----------------------------------- |
| 優勝             | 2                | 2005, 2014                         |                  | 優勝             | 2                                                    | 2007, 2014       |                  | 優勝                                           | 4                                   | 2008, 2009, 2014, 2015              |
| 2位              | 3                | 2010, 2015, 2020                   | 準優勝           | 3                | 2005, 2015, 2016                                     | 準優勝           | 4                | 2006, 2012, 2020, 2024                         |                                     |                                     |
| 3位              | 6                | 2002, 2004, 2006, 2007, 2009, 2011 | ベスト4          | 7                | 1993, 1994, 2002, 2008, 2011, 2017, 2019             | ベスト4          | 8                | 1994, 1995, 1996, 1997, 2000, 2004, 2007, 2010 |                                     |                                     |
| 4位              | 3                | 1997, 2016, 2024                   | ベスト8          | 9                | 2003, 2004, 2006, 2009, 2010, 2012, 2018, 2021, 2023 | ベスト8          | 5                | 1992, 2001, 2005, 2016, 2021                   |                                     |                                     |
| 6位              | 1                | 2000                               | 2回戦敗退        | 4                | 1999, 2000, 2001, 2024                               | ベスト16         | 5                | 1999, 2002, 2003, 2017, 2022                   |                                     |                                     |
| 7位              | 3                | 1993, 2001, 2019                   | 予選敗退         | 6                | 1992, 1996, 1997, 1998, 2020, 2022                   | 3回戦敗退        | 5                | 1998, 2011, 2013, 2019, 2025                   |                                     |                                     |
| 8位              | 1                | 2008                               |                  |                  |                                                      | 2回戦敗退        | 3                | 1993, 2018, 2023                               |                                     |                                     |
| 9位              | 1                | 2018                               |                  |                  |                                                      |                  |                  |                                                |                                     |                                     |
| 10位             | 3                | 1994, 2003, 2017                   |                  |                  |                                                      |                  |                  |                                                |                                     |                                     |
| 11位             | 1                | 1999                               |                  |                  |                                                      |                  |                  |                                                |                                     |                                     |
| 12位             | 1                | 1996                               |                  |                  |                                                      |                  |                  |                                                |                                     |                                     |
| 13位             | 1                | 2021                               |                  |                  |                                                      |                  |                  |                                                |                                     |                                     |
| 14位             | 1                | 1995                               |                  |                  |                                                      |                  |                  |                                                |                                     |                                     |
| 15位             | 2                | 1998, 2022                         |                  |                  |                                                      |                  |                  |                                                |                                     |                                     |
| 16位             | 1                | 2023                               |                  |                  |                                                      |                  |                  |                                                |                                     |                                     |
| 17位             | 1                | 2012                               |                  |                  |                                                      |                  |                  |                                                |                                     |                                     |

### 年度別チーム得点王
| 年度 | チーム得点王          | 得点   | 備考         |
| ---- | --------------------- | ------ | ------------ |
| 1993 | 永島昭浩              | 12得点 |              |
| 1994 | 山口敏弘              | 16得点 |              |
| 1995 | ヒルハウス            | 20得点 |              |
| 1996 | ムラデノビッチ        | 11得点 |              |
| 1997 | エムボマ              | 25得点 | リーグ得点王 |
| 1998 | 小島宏美              | 17得点 |              |
| 1999 | 小島宏美 ルイジーニョ | 6得点  |              |
| 2000 | 小島宏美              | 9得点  |              |
| 2001 | ニーノ・ブーレ        | 17得点 |              |
| 2002 | マグロン              | 22得点 |              |
| 2003 | マグロン              | 15得点 |              |
| 2004 | 大黒将志              | 20得点 |              |
| 2005 | アラウージョ          | 33得点 | J1得点王     |
| 2006 | マグノ・アウベス      | 26得点 | J1得点王     |
| 2007 | バレー                | 20得点 |              |
| 2008 | バレー                | 10得点 |              |
| 2009 | レアンドロ            | 11得点 |              |
| 2010 | 平井将生              | 14得点 |              |
| 2011 | イ・グノ              | 15得点 |              |
| 2012 | レアンドロ            | 14得点 |              |
| 2013 | 宇佐美貴史            | 19得点 |              |
| 2014 | 宇佐美貴史            | 10得点 |              |
| 2015 | 宇佐美貴史            | 19得点 |              |
| 2016 | 長沢駿 アデミウソン   | 9得点  |              |
| 2017 | 長沢駿                | 10得点 |              |
| 2018 | 黄義助                | 16得点 |              |
| 2019 | アデミウソン          | 10得点 |              |
| 2020 | パトリック            | 9得点  |              |
| 2021 | パトリック            | 13得点 |              |
| 2022 | パトリック            | 5得点  |              |
| 2023 | ファン・アラーノ      | 7得点  |              |
| 2024 | 宇佐美貴史            | 12得点 |              |

## ダービーマッチ
- 大阪ダービー - セレッソ大阪との対戦
- 阪神ダービー - ヴィッセル神戸との対戦
- 京阪ダービー - 京都サンガF.C.との対戦

## タイトル・表彰

### 国内タイトル
- J1リーグ：2回
  - 2005, 2014
- J2リーグ：1回
  - 2013
- Jリーグカップ：2回
  - 2007, 2014
- 天皇杯 JFA 全日本サッカー選手権大会：4回
  - 2008, 2009, 2014, 2015
- スーパーカップ：2回
  - 2007, 2015

### 国際タイトル
- AFCチャンピオンズリーグ：1回 
  - 2008

### その他タイトル
- クイーンズカップ：1回
  - 1992
- パンパシフィックチャンピオンシップ：1回
  - 2008

### 表彰
アジアサッカー連盟（AFC）
- AFC年間最優秀選手賞
  - 2009年 -  遠藤保仁
- AFC年間最優秀ユース選手賞
  - 2016年 -  堂安律
- AFC年間最優秀監督賞
  - 2008年 -  西野朗
- AFC年間最優秀クラブ賞
  - 2008年
- AFCチャンピオンズリーグMVP
  - 2008年 -  遠藤保仁
- AFCチャンピオンズリーグ得点王
  - 2006年 -  マグノ・アウベス 8得点
  - 2009年 -  レアンドロ 10得点

Jリーグ
- 最優秀選手賞（MVP）
  - 2005年 -  アラウージョ
  - 2014年 -  遠藤保仁
- 得点王
  - 1997年 -  エムボマ 25得点

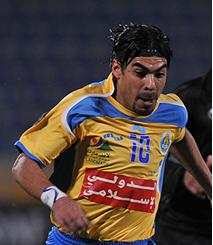
2005年にJリーグMVP・得点王を獲得したアラウージョ

  - 2005年 -  アラウージョ 33得点
  - 2006年 -  マグノ・アウベス 26得点
- ベストイレブン
  - 1997年 -  エムボマ
  - 2000年 -  稲本潤一
  - 2003年 -  遠藤保仁
  - 2004年 -  遠藤保仁、 大黒将志
  - 2005年 -  遠藤保仁、 フェルナンジーニョ、 アラウージョ
  - 2006年 -  山口智、 加地亮、 遠藤保仁、 マグノ・アウベス
  - 2007年 -  山口智、 遠藤保仁、 バレー
  - 2008年 -  山口智、 遠藤保仁
  - 2009年 -  遠藤保仁
  - 2010年 -  遠藤保仁
  - 2011年 -  遠藤保仁
  - 2012年 -  遠藤保仁
  - 2014年 -  遠藤保仁、 宇佐美貴史、 パトリック
  - 2015年 -  遠藤保仁、 宇佐美貴史
  - 2017年 -  井手口陽介
  - 2018年 -  ファン・ウィジョ
  - 2024年 -  宇佐美貴史  中谷進之介
- ベストヤングプレーヤー賞
  - 2010年 -  宇佐美貴史
  - 2016年 -  井手口陽介
- 最優秀監督賞
  - 2005年 -  西野朗
  - 2014年 -  長谷川健太
- フェアプレー賞（高円宮杯）
  - 高円宮杯
    - 2007年, 2011年

  - J1
    - 2008年, 2015年, 2017年, 2018年

  - J2
    - 2013年
- フェアプレー個人賞
  - 2005年 -  大黒将志
- J2 Most Exciting Player
  - 2013年 -  遠藤保仁
- チェアマン特別賞（Join賞）
  - 2008年 ※下部組織による選手育成の功績を讃えて
- 特別賞
  - 2008年 ※AFCチャンピオンズリーグ優勝を讃えて
- 最優秀育成クラブ賞
  - 2016年

Jリーグカップ
- 最優秀選手賞（MVP）
  - 2007年 -  安田理大
  - 2014年 -  パトリック
- ニューヒーロー賞
  - 2007年 -  安田理大
  - 2014年 -  宇佐美貴史
  - 2016年 -  井手口陽介
  - 2019年 -  中村敬斗

その他受賞
- ミスターガンバ・黄金の脚賞

  - 2005年 -  橋本英郎
  - 2006年 -  マグノ・アウベス
  - 2007年 -  明神智和
  - 2008年 -  二川孝広
  - 2009年 -  明神智和
  - 2010年 -  橋本英郎
  - 2011年 -  武井択也
  - 2012年 -  佐藤晃大
  - 2013年 -  藤春廣輝
  - 2014年 -  東口順昭
  - 2015年 -  丹羽大輝
  - 2016年 -  井手口陽介
  - 2017年 -  倉田秋
  - 2018年 -  ファン・ウィジョ
  - 2019年 -  倉田秋
  - 2020年 -  東口順昭
  - 2021年 -  宇佐美貴史
  - 2022年 -  黒川圭介
  - 2023年 -  ダワン
  - 2024年 -  中谷進之介

- 日本年間最優秀選手賞
  - 2005年 -  アラウージョ
  - 2008年 -  遠藤保仁
  - 2014年 -  遠藤保仁
- 日本プロスポーツ大賞
  - 2005年 殊勲賞
  - 2008年 特別賞
  - 2010年 -  宇佐美貴史（優秀新人賞）
- 報知プロスポーツ大賞
  - 1997年 -  エムボマ
  - 2008年 -  遠藤保仁
- テレビ朝日 ビッグスポーツ大賞「日本サッカー応援宣言!やべっちF.C.賞（サッカープロジェクト賞）」
  - 2008年 -  遠藤保仁
- 関西スポーツ賞
  - 2005年 特別賞
  - 2008年 特別賞
  - 2009年 特別賞 -  遠藤保仁
  - 2014年 特別賞
- 大阪イメージアップ賞（知事賞詞）
  - 2009年、2014年
- 関西・こころの特別賞
  - 2009年、2015年
- 豊中かがやき大賞
  - 2014年

## クラブ記録
最多得点試合
- J1リーグ戦
  - 7-1 【2004年10月2日 2nd第8節 C大阪戦（万博）】
  - 7-1 【2005年7月2日 第13節 東京V戦（万博）】
  - 7-2 【2012年8月25日 第23節 札幌戦（万博）】
- J2リーグ戦
  - 8-2 【2013年7月3日 第22節 岐阜戦（長良川）】
- J3リーグ戦
  - 6-1 【2016年9月18日 第22節 鹿児島戦（吹田S）】
- Jリーグカップ
  - 6-3 【2016年9月14日 準々決勝第2戦 広島戦（吹田S）】
- 天皇杯
  - 6-1 【2009年10月31日 3回戦 福岡大学戦（万博）】
  - 6-2 【2010年9月5日 2回戦 大阪体育大学戦（万博）】
- AFCチャンピオンズリーグ（ACL）
  - 15-0 【2006年3月22日 グループリーグ第2節 ダナンFC戦（万博）】（ACLの最多得点タイ記録）

最多失点試合
- J1リーグ戦
  - 1-7 【1996年5月4日 第12節 柏戦（万博）】
- Jリーグカップ
  - 1-7 【1994年8月3日 準決勝 V川崎戦（瑞穂）】

連勝記録
- J1リーグ戦
  - 9連勝 【1997年8月9日 2nd第4節 清水戦（日本平） - 1997年9月13日 第12節 横浜F戦（万博）】
  - 9連勝 【2018年9月1日 第25節 川﨑戦（吹田S） - 2018年11月24日 第33節 長崎戦（吹田S）】
- 天皇杯
  - 15連勝 【2008年11月16日 4回戦 甲府戦（万博） - 2010年12月25日 準々決勝 浦和戦（万博）】
- AFCチャンピオンズリーグ（ACL）
  - 8連勝 【2008年10月8日 決勝T準決勝第2戦 浦和戦（埼玉） - 2009年5月6日 グループリーグ第5節 山東魯能泰山戦（山東）】

連続無敗記録
- J1リーグ戦
  - 13試合 【2007年4月22日 第7節 磐田戦（万博） - 2007年8月11日 第19節 新潟戦（万博）】
- ホーム
  - 25試合（20勝5分） 【2006年3月29日 第4節 大宮戦 - 2007年8月11日 第19節 新潟戦】（J1史上最多タイ記録）
- AFCチャンピオンズリーグ（ACL）
  - 19試合 【2006年5月3日 グループリーグ第5節 全北現代モータース戦（万博） - 2009年5月6日 グループリーグ第5節 山東魯能泰山戦（山東）】

連敗記録
- J1リーグ戦
  - 8連敗 【1995年5月10日 サントリー第15節 浦和戦（大宮） - 1995年7月8日 第22節 V川崎戦（万博）】

リーグ戦通算勝利記録
- 初勝利 【1993年5月16日 サントリー第1節 浦和戦（万博）】
- 通算100勝 【1999年8月16日 2nd第4節 柏戦（万博）】
- 通算150勝 【2002年11月16日 2nd第13節 浦和戦（駒場）】
- 通算200勝 【2006年4月15日 第8節 横浜FM戦（日産）】
- 通算250勝 【2009年4月17日 第6節 山形戦（万博）】
- 通算300勝 【2011年10月2日 第28節 浦和戦（万博）】
- 通算350勝 【2014年9月20日 第24節 C大阪戦（万博）】
- 通算400勝 【2017年5月20日 第12節 鳥栖戦（吹田S）】

## 個人記録
最年少出場
- 公式戦
  - 15歳10カ月29日 -  中村仁郎【2019年7月21日 J3リーグ第17節 セレッソ大阪U-23戦（ヤンマースタジアム長居）】
- J1リーグ戦
  - 16歳11カ月18日 -  堂安律【2015年6月3日 1st第10節 鹿島戦（万博）】

最年少得点
- 公式戦
  - 16歳9日 -  中村仁郎【2019年9月1日 J3リーグ第21節 福島ユナイテッドFC戦（パナソニックスタジアム吹田）】
- J1リーグ戦
  - 17歳179日 -  稲本潤一 【1997年4月20日 第3節 清水戦（万博）】

通算最多出場
- 日本人選手
  - 605試合 -  遠藤保仁 (2001年 - 2020年) 【初出場：2001年3月10日 1st第1節 福岡戦】
- 外国籍選手
  - 178試合 -  パトリック (2014年 - 2017年 , 2019 - 2022年) 【初出場：2014年7月19日 第15節 甲府戦】

通算最多得点
- 日本人選手
  - 104得点 -  宇佐美貴史 (2009年 - 2011年 , 2013年 - 2016年 , 2019年 -)
- 外国籍選手
  - 52得点 -  パトリック (2014年 - 2017年 , 2019 - 2022年)

シーズン最多得点
- 日本人選手
  - 20得点 -  大黒将志 (2004年)
- 外国籍選手
  - 33得点 -  アラウージョ (2005年)

連続試合得点
- 公式戦
  - 9試合
    -  レアンドロ【2009年4月8日 ACLグループリーグ第3節 vsスリウィジャヤ - 2009年5月10日 J1リーグ第11節 柏戦】
- J1リーグ戦
  - 6試合
    -  エムボマ【1997年8月23日 2nd第7節 C大阪戦 - 1997年9月13日 2nd第12節 横浜F戦】
    -  アラウージョ【2005年9月3日 第22節 東京V戦 - 2005年10月15日 第27節 神戸戦】
    -  播戸竜二【2006年8月27日 第20節 名古屋戦 - 2006年10月1日 第25節 甲府戦】
    -  レアンドロ【2009年4月12日 第5節 大宮戦 - 2009年5月10日 第11節[注 2] 柏戦】
    -  橋本英郎【2010年7月28日 第15節 神戸戦 - 2010年8月22日 第20節 名古屋戦】
    -  アドリアーノ【2011年4月29日 第8節 山形戦 - 2011年6月15日 第15節[注 10] 仙台戦】
    -  宇佐美貴史【2015年3月22日 第3節 甲府戦 - 2015年4月29日 第8節 松本戦】
    -  ファン・ウィジョ【2018年9月15日 第26節 神戸戦 - 2018年11月10日 第32節 湘南戦】

ハットトリック
- J1リーグ戦
  - 4得点
    -  マグロン【2002年7月14日 1st第8節 清水戦】

  - 3得点
    -  永島昭浩【1993年6月5日 サントリー第7節 名古屋戦】（日本人選手初のハットトリック）
    -  松波正信【1993年11月20日 NICOS第14節 市原戦】（18歳364日のJ1最年少記録）
    -  山口敏弘【1994年4月6日 サントリー第7節 平塚戦】
    -  プロタソフ【1995年6月28日 サントリー第20節 清水戦】
    -  エムボマ【1998年4月18日 1st第7節 柏戦】
    -  ドロブニャク【1998年8月8日 1st第17節 横浜F戦】
    -  小島宏美【2000年4月22日 1st第8節 福岡戦】
    -  大黒将志【2004年10月2日 2nd第8節 C大阪戦】【2004年11月6日 2nd第12節 新潟戦】【2005年4月23日 第7節 FC東京戦】
    -  アラウージョ【2005年7月2日 第13節 東京V戦】【2005年9月10日 第23節 広島戦】
    -  フェルナンジーニョ【2006年3月12日 第2節 C大阪戦】
    -  マグノ・アウベス【2006年3月12日 第2節 C大阪戦】【2006年11月26日 第33節 京都戦】
    -  バレー【2007年9月1日 第24節 名古屋戦】
    -  ラフィーニャ【2011年8月20日 第22節 川崎戦】
    -  レアンドロ【2012年8月25日 第23節 札幌戦】
    -  パトリック【2014年9月27日 第26節 鳥栖戦】
    -  宇佐美貴史【2015年6月27日 1st第17節 山形戦】
    -  パトリック【2021年11月7日 第35節 大分戦】
- J2リーグ戦
  - 4得点
    -  宇佐美貴史【2013年10月27日 第38節 徳島戦】

  - 3得点
    -  レアンドロ【2013年4月21日 第10節 富山戦】
- J3リーグ戦
  - 3得点
    -  塚元大【2019年6月23日 第13節 鳥取戦】
    -  唐山翔自【2019年9月1日 第21節 福島戦】
- Jリーグカップ
  - 4得点
    -  長沢駿【2018年4月4日 グループリーグ第3節 名古屋戦】

  - 3得点
    -  ファン・ウィジョ【2018年6月9日 グループリーグプレーオフ 磐田戦】
- 天皇杯
  - 5得点
    -  大黒将志【2004年12月12日 5回戦 横浜FC戦】

  - 3得点
    -  フラビオ【1994年12月11日 2回戦 大塚製薬サッカー部戦】
    -  礒貝洋光【1995年12月11日 2回戦 ブランメル仙台戦】
    -  ルーカス【2009年10月31日 3回戦 福岡大学戦】
    -  倉田秋【2014年7月12日 2回戦 ツエーゲン金沢戦】
    -  中村敬斗【2019年7月3日 2回戦 カマタマーレ讃岐戦】
- FUJI XEROX SUPER CUP（スーパーカップ）
  - 3得点
    -  マグノ・アウベス【2007年2月24日 浦和戦】（スーパーカップ初ハットトリック）
- AFCチャンピオンズリーグ（ACL）
  - 4得点
    -  マグノ・アウベス【2006年3月22日 グループリーグ第2節 vsダ・ナン（万博）】

  - 3得点
    -  フェルナンジーニョ【2006年3月22日 グループリーグ第2節 vsダ・ナン（万博）】
    -  レアンドロ【2009年3月17日 グループリーグ第2節 vsFCソウル（ソウル）】
    -  平井将生【2010年3月23日 グループリーグ第3節 vsシンガポール・アームド・フォーシズ（シンガポール）】
    -  川﨑修平【2021年7月7日 グループリーグ第5節 タンピネス・ローバース戦】
- パンパシフィックチャンピオンシップ
  - 4得点
    -  バレー【2008年2月23日 決勝 vsヒューストン・ダイナモ（ハワイ）】（大会初ハットトリック）

記念ゴール
- J1リーグ記録
  - 通算100ゴール -  松波正信【1993年6月9日 サントリー第11節 広島戦（万博）】
  - 通算10,000ゴール -  前田雅文【2005年5月8日 第11節 名古屋戦（万博）】
  - 通算15,500ゴール -  ラフィーニャ【2011年9月18日 第26節 横浜FM戦（日産）】
- クラブ記録
  - 第1ゴール -  和田昌裕【1993年5月16日 サントリー第1節 浦和戦（万博）】
  - 通算100ゴール -  山村博土【1994年9月21日 NICOS第12節 広島戦（福島）】
  - 通算200ゴール -  ヒルハウス【1995年11月22日 NICOS第25節 C大阪戦（万博）】
  - 通算300ゴール -  稲本潤一【1997年9月20日 2nd第13節 柏戦（万博）】
  - 通算400ゴール -  小島宏美【2000年4月22日 1st第8節 福岡戦（万博）】
  - 通算500ゴール -  吉原宏太【2002年4月13日 1st第6節 FC東京戦（万博）】
  - 通算600ゴール -  山口智【2004年4月3日 1st第6節 清水戦（万博）】
  - 通算700ゴール -  アラウージョ【2005年7月6日 第14節 広島戦（広島ビ）】
  - 通算800ゴール -  播戸竜二【2006年8月30日 第21節 新潟戦（万博）】
  - 通算900ゴール -  播戸竜二【2008年3月30日 第3節 東京V戦（万博）】
  - 通算1,000ゴール -  ペドロ・ジュニオール【2009年11月8日 第31節 京都戦（万博）】
  - 通算1,100ゴール -  イ・グノ【2011年7月10日 第3節 大宮戦（NACK）】
  - 通算1,200ゴール -  レアンドロ【2012年9月22日 第26節 浦和戦（埼玉）】
  - 通算1,300ゴール -  西野貴治【2013年10月20日 J2第37節 富山戦（万博）】
  - 通算1,400ゴール -  パトリック【2015年7月11日 2nd第1節 甲府戦（万博）】
  - 通算1,500ゴール - 金正也【2017年4月1日 第5節 新潟戦（デンカS）】

### その他記録
- 1試合2選手のハットトリック
  - 2006年3月12日のC大阪戦で、フェルナンジーニョとマグノ・アウベスの2選手が共にハットトリックを記録。
    - これは1996年5月15日に平塚のベッチーニョ、磐田のスキラッチが初めて記録。同一チームでは2004年8月21日の東京V戦で、浦和の永井雄一郎と山瀬功治が記録して以来4例目。

## スタジアム

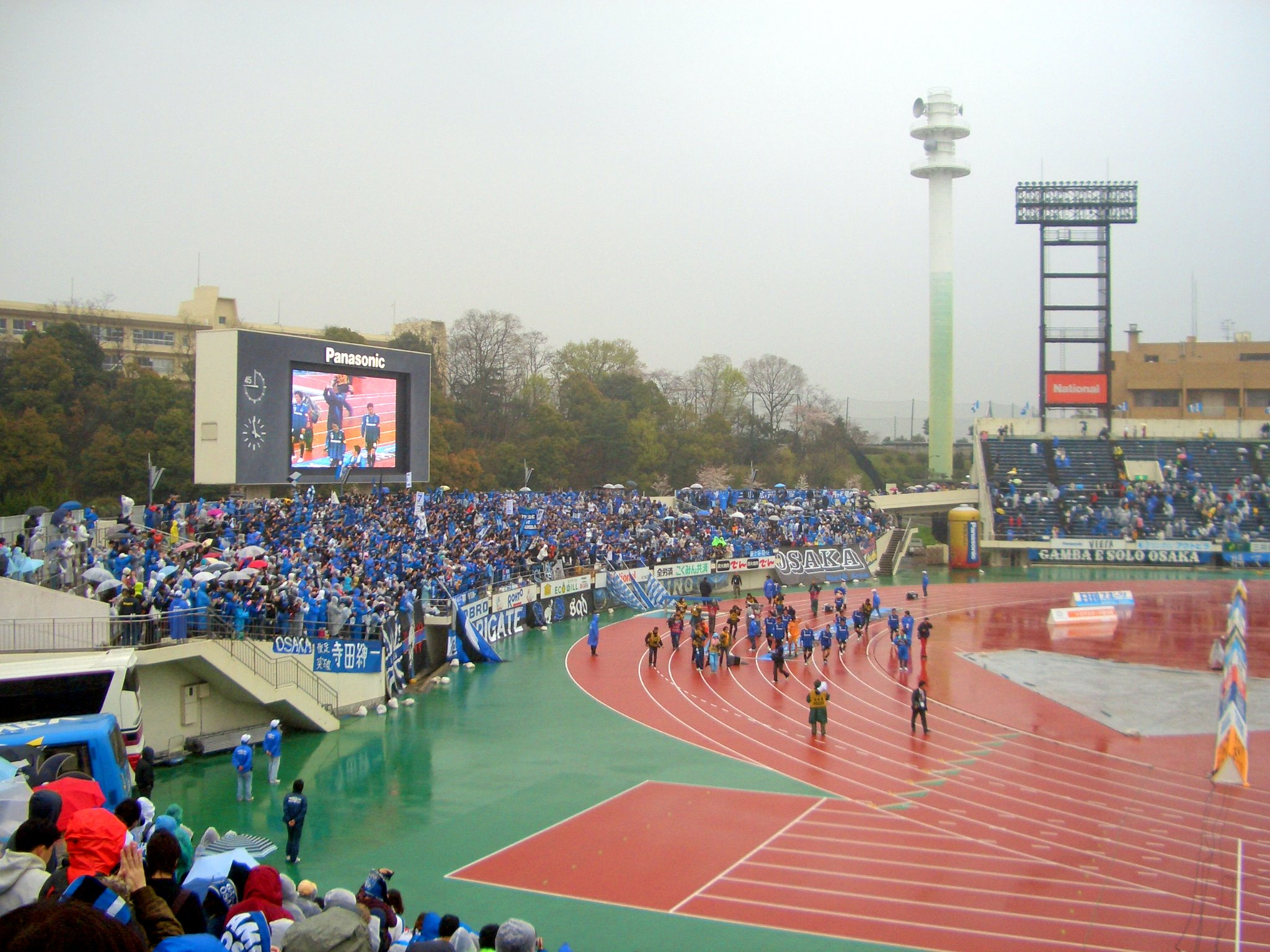
万博記念競技場 ホーム側サポーターとアストロビジョン

ホームスタジアムは市立吹田サッカースタジアム(パナソニックスタジアム吹田, Panasonic Stadium Suita)。2015年までは万博記念競技場をホームスタジアムとし、同競技場の南には練習グラウンドが併設されている。(天然芝グラウンド2面)
1997年までは京都府京田辺市の松下電工（現：パナソニック）敷地内にあった練習グラウンドを使用していた。
G大阪が関西唯一のJリーグクラブであった頃は、神戸ユニバー記念競技場や西京極競技場でもホームゲームを行ったことがある。また、1995年〜2010年まで石川県西部緑地公園陸上競技場でホームゲームを行っていた。
2008年6-7月にフードフェスタが導入され、万博記念競技場の最寄り駅「公園東口駅」からスタジアムに向かう通り道でフードコートが開催されている。2008年8月より名称を「美味G横丁（おいじいよこちょう）」とし、ホームゲームで開催されている。2009年からはメインスタンド裏にも出店している。2016年の市立吹田サッカースタジアム移転によりフードコートもスタジアム内に移動し、名称も「美味G」に変更された。
クラブハウスとオフィシャルショップ「Blu SPAZIO（ブルスパジオ）」はホームが万博だった2015年までは練習グラウンド横に併設されていた。2016年の市立吹田サッカースタジアム移転により両施設ともスタジアム内に移転し、新たにこれまでに獲得したトロフィーや歴代所属選手のサイン入りスパイクなどが展示されたミュージアム「Blu STORIA（ブルストリア）」がオフィシャルショップ横に併設された。

### 万博記念競技場からの移転
Jリーグ開幕からホームスタジアムとして使用していた万博記念競技場が国際サッカー連盟（FIFA）の定める国際規格を満たしておらず老朽化も進んでいたことで、2008年7月に新スタジアムの建設・移転計画が発表された。万博記念公園内に新たにスタジアムを建設し、その建設資金を行政からの資金拠出なしに寄附金により充当するというもので、諸問題の調整を経て2013年12月にスタジアム建設の起工式が行われ、2015年9月に竣工した。2016年のJリーグよりホームスタジアムが市立吹田サッカースタジアム/通称パナスタに移転された。

## 入場者数

### 最多入場者試合
J1リーグ戦
- パナソニックスタジアム吹田

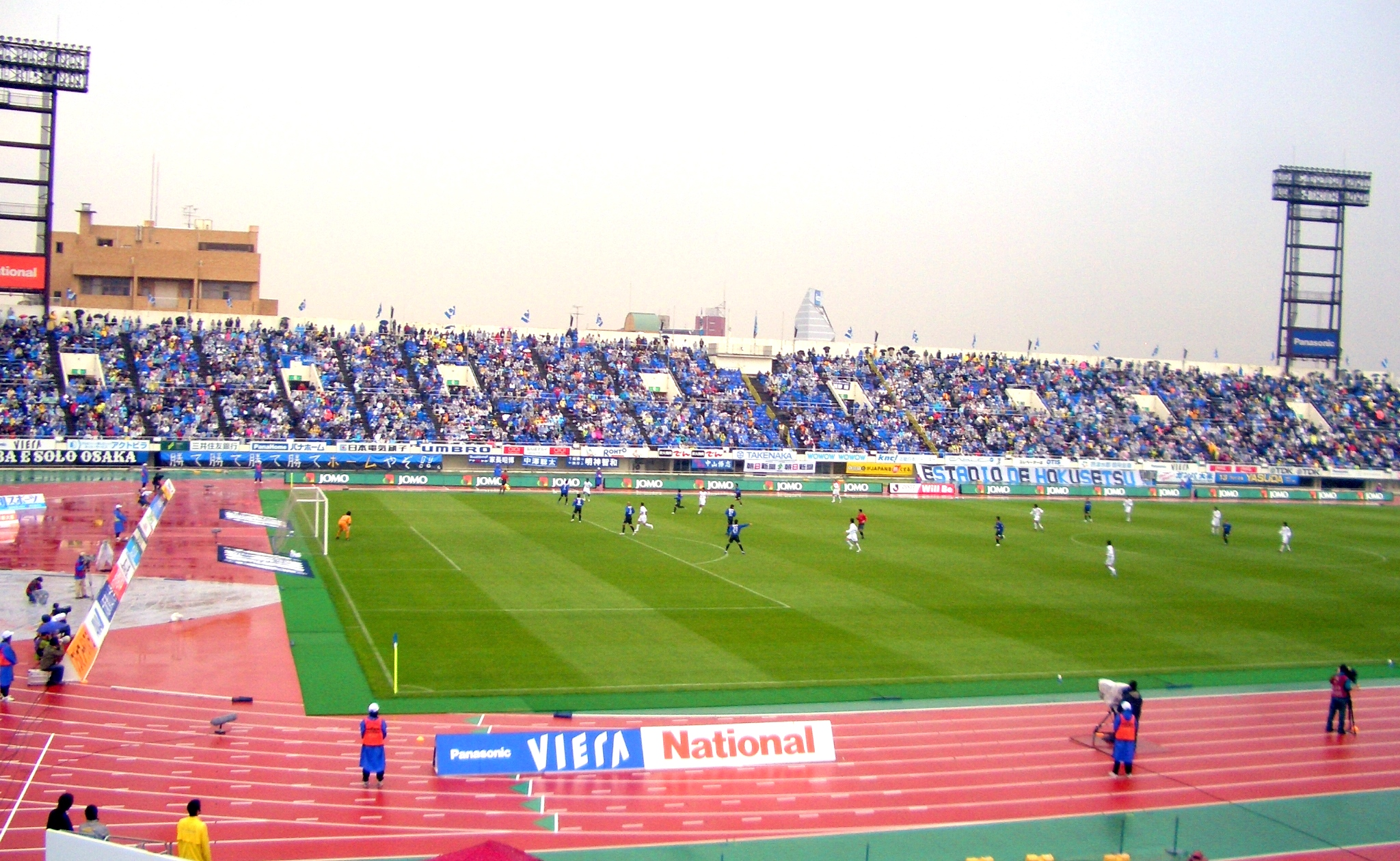
2007年4月7日 川崎フロンターレ戦

  - 37,334人【2019年8月18日 第23節 磐田戦】
- 万博記念競技場
  - 22,884人【2005年9月24日 第25節 鹿島戦】 (改修前)
  - 20,991人【2011年11月3日 第31節 鹿島戦】 (改修後)
- 石川県西部緑地公園陸上競技場
  - 19,129人【2005年8月24日 第20節 磐田戦】
- 神戸ユニバー記念競技場
  - 41,054人【1993年11月6日 NICOS第10節 V川崎戦】

AFCチャンピオンズリーグ
- パナソニックスタジアム吹田
  - 14,756人【2016年4月6日 MD4 上海上港戦】
- 万博記念競技場
  - 20,639人【2008年11月5日 決勝 アデレード・ユナイテッド戦】

J2リーグ戦
- 万博記念競技場
  - 18,193人【2013年7月20日 第25節 神戸戦】

J3リーグ戦
- パナソニックスタジアム吹田
  - 8,038人【2016年4月10日 第4節 C大23戦】
- 万博記念競技場
  - 1,711人【2016年4月23日 第6節 大分戦】

参考記録
- 国立競技場
  - 46,880人【2007年1月1日 天皇杯決勝 浦和戦】
- 横浜国際総合競技場
  - 67,618人【2008年12月18日 CWC準決勝 マンチェスター・ユナイテッドFC戦】
- 埼玉スタジアム2002
  - 62,241人【2006年12月2日 J1第34節 浦和戦】

### 最少入場者試合
J1リーグ戦
- パナソニックスタジアム吹田
  - 13,731人【2016年4月15日 1st第7節 柏戦】
- 万博記念競技場
  - 2,720人【1999年4月28日 1st第9節 京都戦】
- 石川県西部緑地公園陸上競技場
  - 7,739人【2001年11月3日 2nd第13節 広島戦】
- 神戸ユニバー記念競技場
  - 7,774人【1995年9月27日 NICOS第12節 磐田戦】

J2リーグ戦
- 万博記念競技場
  - 6,559人【2013年9月15日 第33節 水戸戦】

J3リーグ戦
- パナソニックスタジアム吹田
  - 1,552人【2016年7月24日 第18節 福島戦】
- 万博記念競技場
  - 1,066人【2016年8月7日 第20節 琉球戦】

### 年度別入場者数
| 年度 | 所属 | 合計 入場者数 |          | 最多入場者数 | 最多入場者数 | 最多入場者数 |        | 最少入場者数 | 最少入場者数 | 最少入場者数 |                                | 平均 入場者数 | 試合数     | ホーム試合会場                      | ホーム試合会場 | ホーム試合会場 |
| 年度 | 所属 | 合計 入場者数 | 入場者数 | 相手         | 会場         | 入場者数     | 相手   | 会場         | リーグ戦     | リーグカップ | ACL                            | 平均 入場者数 | 試合数     |                                     |                |                |
| ---- | ---- | ------------- | -------- | ------------ | ------------ | ------------ | ------ | ------------ | ------------ | ------------ | ------------------------------ | ------------- | ---------- | ----------------------------------- | -------------- | -------------- |
| 1993 | J    | 388,286       |          | 41,054       | V川崎        | 神戸ユ       |        | 13,069       | 名古屋       | 西京極       |                                | 21,571        | 18         | 万博15、神戸ユ2 西京極1             | 万博2、神戸ユ1 | （不参加）     |
| 1994 | J    | 492,084       | 37,292   | 浦和         | 12,568       | 神戸ユ       | 磐田   | 22,367       | 22           | 西京極       | 万博17、神戸ユ4 西京極1        | 万博2         |            |                                     |                | （不参加）     |
| 1995 | J    | 346,054       | 19,486   | V川崎        | 万博         | 7,320        | 清水   | 万博         | 13,310       | 26           | 万博21、神戸ユ3 西京極1、佐賀1 | （未開催）    |            |                                     |                | （不参加）     |
| 1996 | J    | 120,058       | 13,517   | 名古屋       | 金沢         | 5,025        | 磐田   | 万博         | 8,004        | 15           | 万博14、金沢1                  | 万博7         |            |                                     |                | （不参加）     |
| 1997 | J    | 135,088       | 16,071   | 浦和         | 万博         | 4,716        | 京都   | 万博         | 8,443        | 16           | 万博15、金沢1                  | 万博3         |            |                                     |                | （不参加）     |
| 1998 | J    | 148,290       | 18,890   | 磐田         | 万博         | 3,282        | 柏     | 万博         | 8,723        | 17           | 万博16、金沢1                  | 万博2         |            |                                     |                | （不参加）     |
| 1999 | J1   | 119,934       | 17,807   | 名古屋       | 万博         | 2,720        | 京都   | 万博         | 7,996        | 15           | 万博15                         | 万博2         |            |                                     |                | （不参加）     |
| 2000 | J1   | 146,917       | 21,543   | 鹿島         | 万博         | 4,182        | 福岡   | 万博         | 9,794        | 15           | 万博15                         | 万博2         |            |                                     |                | （不参加）     |
| 2001 | J1   | 175,849       | 21,598   | 鹿島         | 万博         | 6,175        | FC東京 | 万博         | 11,723       | 15           | 万博14、金沢1                  | 万博2         |            |                                     |                | （不参加）     |
| 2002 | J1   | 191,429       | 22,712   | 磐田         | 万博         | 6,130        | 広島   | 万博         | 12,762       | 15           | 万博14、金沢1                  | 万博4         |            |                                     |                | （不参加）     |
| 2003 | J1   | 153,324       | 16,146   | 鹿島         | 万博         | 4,828        | 千葉   | 万博         | 10,222       | 15           | 万博14、金沢1                  | 万博3         |            |                                     |                | （不参加）     |
| 2004 | J1   | 187,752       | 18,011   | 磐田         | 万博         | 4,429        | 千葉   | 万博         | 12,517       | 15           | 万博14、岡山1                  | 万博2、金沢1  |            |                                     |                | （不参加）     |
| 2005 | J1   | 271,416       | 22,884   | 鹿島         | 万博         | 6,646        | 新潟   | 万博         | 15,966       | 17           | 万博16、金沢1                  | 万博5         |            |                                     |                | （不参加）     |
| 2006 | J1   | 276,395       | 20,916   | 浦和         | 万博         | 8,388        | 大分   | 万博         | 16,259       | 17           | 万博16、金沢1                  | 万博1         | 万博3      |                                     |                |                |
| 2007 | J1   | 296,465       | 20,982   | 浦和         | 万博         | 12,163       | 大分   | 万博         | 17,439       | 17           | 万博16、金沢1                  | 万博5         | （不参加） |                                     |                |                |
| 2008 | J1   | 274,169       | 20,773   | 横浜FM       | 万博         | 10,039       | 柏     | 万博         | 16,124       | 17           | 万博17                         | 万博1、金沢1  | 万博6      |                                     |                |                |
| 2009 | J1   | 301,105       | 20,394   | 京都         | 万博         | 10,159       | 山形   | 万博         | 17,712       | 17           | 万博16、金沢1                  | 万博1         | 万博4      |                                     |                |                |
| 2010 | J1   | 283,111       | 20,973   | C大阪        | 万博         | 9,093        | 京都   | 万博         | 16,654       | 17           | 万博16、金沢1                  | 万博1         | 万博3      |                                     |                |                |
| 2011 | J1   | 278,981       | 20,991   | 鹿島         | 万博         | 11,364       | 磐田   | 万博         | 16,411       | 17           | 万博17                         | 万博1         | 万博4      |                                     |                |                |
| 2012 | J1   | 251,232       | 19,393   | FC東京       | 万博         | 8,218        | 鳥栖   | 万博         | 14,778       | 17           | 万博17                         | 万博1         | 万博3      |                                     |                |                |
| 2013 | J2   | 257,996       | 18,193   | 神戸         | 万博         | 6,559        | 水戸   | 万博         | 12,286       | 21           | 万博21                         | （不参加）    | （不参加） |                                     |                |                |
| 2014 | J1   | 250,738       | 19,569   | C大阪        | 万博         | 10,898       | 清水   | 万博         | 14,749       | 17           | 万博17                         | 万博5         | （不参加） |                                     |                |                |
| 2015 | J1   | 271,984       | 18,842   | 川崎         | 万博         | 10,702       | 名古屋 | 万博         | 15,999       | 17           | 万博17                         | 万博2         | 万博6      |                                     |                |                |
| 2016 | J1   | 430,806       | 34,231   | 横浜FM       | 吹田         | 13,731       | 柏     | 吹田         | 25,342       | 17           | 吹田S17                        | 吹田S2        | 吹田S3     |                                     |                |                |
| 2017 | J1   | 412,710       | 36,177   | C大阪        | 吹田         | 13,074       | 大宮   | 吹田         | 24,277       | 17           | 吹田S17                        | 吹田S2        | 吹田S4     |                                     |                |                |
| 2018 | J1   | 399,242       | 35,242   | C大阪        | 吹田         | 11,824       | 仙台   | 吹田         | 23,485       | 17           | 吹田S17                        | 吹田S5        | （不参加） |                                     |                |                |
| 計   | 計   |               |          |              |              |              |        |              |              |              |                                |               | 446        | 万博369 / 吹田S51 金沢12 / その他14 |                |                |

入場者数の太字は歴代最多記録

## ユニフォーム

### チームカラー
青、    黒
ゲームシャツには1997年シーズンから青と黒の縦縞模様のデザインを使用している。これには1996年シーズン終了後に当時G大阪でプレーしていた礒貝洋光が縦縞模様への変更を提案したという経緯があるが、彼自身は1997年から浦和へ移籍したため一度も着ることはなかった。
また、クラブエンブレムの変更を機に、青と黒を基軸にホワイトとゴールドを使用し、ブランドの強固なイメージを形成するとしている。

### ユニフォームスポンサー
| 掲出箇所   | スポンサー名                     | 表記                              | 掲出年                            | 備考                                     |
| 胸         | パナソニックホールディングス     | Panasonic                         | 1992年 -                          |                                          |
| 鎖骨       | パナソニック                     | Make New ― Panasonic （QRコード） | 2022年 -                          | 左側に表記 2022年は「nanoeX」表記        |
| 鎖骨       | ダイセル                         | DAICEL                            | 2018年 -                          | 右側に表記                               |
| 背中上部   | ロート製薬                       | ROHTO                             | 2003年2nd -                       |                                          |
| 背中下部   | シップヘルスケアホールディングス | SHIP HEALTHCARE                   | 2017年 -                          |                                          |
| 袖         | TOYO TIRE                        | TOYO TIRES                        | 2020年 -                          | 2016年2nd - 2019年はパンツ               |
| パンツ前面 | 吹田市                           | SUITA CITY                        | 2020年11月 - 同年12月 2021年4月 - | 2020年は「吹田市」表記                   |
| パンツ背面 | ガンバ大阪                       | SUSTAINABLE DEVELOPMENT GOALS     | 2021年9月 -                       | 「SDGsmileプロジェクト」の一環として掲出 |

### エピソード
- ロート製薬は、2004年夏季にロゴを変更したがそのシーズンは旧ロゴのままで試合を行い、2005年シーズンから新ロゴを着用している。
- 2006年シーズンは、2005年のJ1リーグ年間優勝クラブであるため、日本サッカー協会のシンボルである八咫烏の付いたチャンピオンマークが右袖についていた。
- フィールドプレーヤーの3rdユニフォームは2ndユニフォームが青色であった2006年まで白色のシャツを採用していた。2011年は、マスコットの「ガンバボーイ」が持つ稲妻をイメージした黄色のゲームシャツを採用した。
- エンブレムの上には、獲得タイトル数に合わせて9つの星が二段に分けて据えられている。上段の中心に据えられている大きな星は2008年のAFCチャンピオンズリーグの優勝である。また、2009年以降は国際試合ユニフォームにも星が1つつけられている。
- 2001年 - 2002年の2ndユニフォームのチェンジショーツ及び、2003 - 2008年、2013‐15年の2ndユニフォームのパンツのカラーに白色を採用していた。
- 2011年10月2日、創立20周年記念試合となったJ1第28節浦和戦では、この試合限定で黒色のゲームシャツを着用した。
- 2012年9月15日、なでしこリーグのスペランツァFC大阪高槻との同日開催となったJ1第28節新潟戦では、黄色の限定ユニフォームを着用した。
- 2020年10月31日、J1第28節札幌戦では「♯ホームで勝とう～ガンバとともに～」プロジェクトの一環として、墨絵アーティストの茂本ヒデキチがデザインしたユニフォームを着用。サッカープレイヤーをモチーフとし、“2019新型コロナウイルスに負けない”という思いを込め、墨絵で表現している[42]。なお、限定ユニフォームシャツは、2019新型コロナウイルスの世界的な感染拡大の影響を受けている団体に1万枚配布された[42]。

### GAMBA EXPO
「スポーツのチカラで地域を元気にしたい、地域の心の拠り所でありたい、子ども達に夢を持つきっかけを与えたい」といったガンバ大阪の設立理念を実現すべく、2017年より例年8，9月に開催。試合当日は選手が記念ユニフォームを着用し、来場者には記念シャツが配布される。
- 2017年8月13日、ジュビロ磐田戦では、太陽の塔をかたどった白色のユニフォームを採用した[44]。
- 2018年9月29日、サンフレッチェ広島戦では、前年に続き「GAMBA EXPO 2018」として太陽の塔の内部をかたどった黒色/赤色のユニフォームを採用した[45]。
- 2019年8月18日、ジュビロ磐田戦にて、前年に続き「GAMBA EXPO 2019」を開催。その際に、黒地にカラフルな手型をあしらった木梨憲武による記念ユニフォームを採用した[46]。
- 2021年8月21日のFC東京戦で開催。"世界とのつながり"がテーマということもあり、アメリカ・シアトル在住のアーティストである太田翔伍が記念ユニホーム＆ユニホームシャツのデザインを務めた[47]。
- 2022年8月14日の清水エスパルス戦で開催。「BEAUTY&YOUTH UNITED ARROWS / ビューティ&ユース ユナイテッドアローズ」とのコラボデザインユニフォームを採用。ガンバ大阪史上初めてアパレルブランドとのコラボレーションを実現し、ロゴやエンブレムにゴールドをあしらった[48]。
- 2023年8月19日の湘南ベルマーレ戦で開催。「繋ぎ、進める」をテーマに、岩屋民穂によるデザインプロダクション「GraphersRock」がデザインを担当。水の波打つような 「輪が広がっていく様子」をユニフォームに落とし込み 「チームの力」と「サポーターの力」が一体感の創造、未知のチカラを生み出し、 ガンバ大阪が新たなステージへと進化していく姿をグラフィックで表現。フィールドプレーヤーが黒、ゴールキーパーが青を基調としたデザインとなる[43]。
- 2024年8月24日のアビスパ福岡戦で開催。デザインはアーティストの田村大が担当し、チームにとって一番の「顔」となるユニフォームから、戦う姿勢と迫力を青、黒、赤の炎が隈取りを形成し、大見得を切っているイメージにGAMBA EXPO 2024のコンセプトである「∞(無限)」を掛け合わせている[49]。
- 2025年8月10日のファジアーノ岡山戦で開催。GAMBA EXPO 2025は、子ども達に夢を持つきっかけを与えたいというGAMBA EXPOの企画趣旨から、初となる子ども達にデザイン製作から参加してもらう「スパイクアート」を採用。スパイクアートには子ども達だけでなく、福岡、宇佐美、倉田、唐山の各選手も参加した[50]。

### ユニフォームサプライヤーの遍歴
- 1992年：アディダス
- 1993年 - 1996年：リーグ戦はミズノ、カップ戦はアディダス
- 1997年 - 1998年：アディダス
- 1999年 - 2002年：ルコックスポルティフ
- 2003年[51] - 2022年[51][52]：アンブロ
- 2023年[53] - 現在：ヒュンメル

### 歴代ユニフォーム
| FP 1st      | FP 1st      | FP 1st      | FP 1st      | FP 1st      |
| ----------- | ----------- | ----------- | ----------- | ----------- |
| 1992        | 1993 - 1994 | 1995 - 1996 | 1997 - 1998 | 1999 - 2000 |
| 2001 - 2002 | 2003 - 2004 | 2005 - 2006 | 2007 - 2008 | 2009 - 2010 |
| 2011 - 2012 | 2013        | 2014        | 2015        | 2016        |
| 2017        | 2018        | 2019        | 2020        | 2021        |
| 2022        | 2023        | 2024        | 2025 -      |             |
|             |             |             |             |             |

| FP 2nd      | FP 2nd      | FP 2nd      | FP 2nd      | FP 2nd      |
| ----------- | ----------- | ----------- | ----------- | ----------- |
| 1992        | 1993 - 1994 | 1995 - 1996 | 1997 - 1998 | 1999 - 2000 |
| 2001 - 2002 | 2003 - 2004 | 2005 - 2006 | 2007 - 2008 | 2009 - 2010 |
| 2011 - 2012 | 2013        | 2014        | 2015        | 2016        |
| 2017        | 2018        | 2019        | 2020        | 2021        |
| 2022        | 2023        | 2024        | 2025 -      |             |
|             |             |             |             |             |

| FP Other          | FP Other          | FP Other            | FP Other          | FP Other               |
| ----------------- | ----------------- | ------------------- | ----------------- | ---------------------- |
| 2003 - 2004 · 3rd | 2005 - 2006 · 3rd | 2008 - 2009 · ACL   | 2010 ACL          | 2011 3rd               |
| 2011 ACL          | 2011 · 20周年記念 | 2012 · 万博蹴結記念 | 2015 ACL          | 2016 ACL               |
| 2017 ACL          | 2017 · GAMBA EXPO | 2018 · GAMBA EXPO   | 2019 · GAMBA EXPO | 2020 · #ホームで勝とう |
| 2021 · ACL 1st    | 2021 · ACL 2nd    | 2021 · 30周年記念   | 2021 · GAMBA EXPO | 2022 · GAMBA EXPO      |
| 2023 · GAMBA EXPO | 2024 · GAMBA EXPO |                     |                   |                        |
|                   |                   |                     |                   |                        |

### 歴代ユニフォームスポンサー表記
| 年度 | 箇所      | 箇所                              | 箇所   | 箇所                              | 箇所            | 箇所             | 箇所                          | 箇所                              | サプライヤー    |
| 年度 | 胸        | 鎖骨左                            | 鎖骨右 | 背中上部                          | 背中下部        | 袖               | パンツ前面                    | パンツ背面                        | サプライヤー    |
| 1992 | Panasonic | 解禁前                            | 解禁前 | -                                 | Panasonic       | -                | 解禁前                        | 解禁前                            | adidas          |
| 1993 | Panasonic | 解禁前                            | 解禁前 | -                                 | Panasonic       | -                | 解禁前                        | 解禁前                            | Mizuno / adidas |
| 1994 | Panasonic | 解禁前                            | 解禁前 | -                                 | Panasonic       | -                | 解禁前                        | 解禁前                            | Mizuno / adidas |
| 1995 | Panasonic | 解禁前                            | 解禁前 | -                                 | Panasonic       | -                | 解禁前                        | 解禁前                            | Mizuno / adidas |
| 1996 | Panasonic | 解禁前                            | 解禁前 | -                                 | Panasonic       | -                | 解禁前                        | 解禁前                            | Mizuno / adidas |
| 1997 | Panasonic | 解禁前                            | 解禁前 | Panasonic                         | 解禁前          | -                | 解禁前                        | 解禁前                            | adidas          |
| 1998 | Panasonic | 解禁前                            | 解禁前 | Panasonic                         | 解禁前          | -                | 解禁前                        | 解禁前                            | adidas          |
| 1999 | Panasonic | 解禁前                            | 解禁前 | Panasonic                         | 解禁前          | -                | 解禁前                        | 解禁前                            | le coq sportif  |
| 2000 | Panasonic | 解禁前                            | 解禁前 | Panasonic                         | 解禁前          | -                | 解禁前                        | 解禁前                            | le coq sportif  |
| 2001 | Panasonic | 解禁前                            | 解禁前 | Panasonic                         | 解禁前          | - / でん （2nd） | 解禁前                        | 解禁前                            | le coq sportif  |
| 2002 | Panasonic | 解禁前                            | 解禁前 | Panasonic                         | 解禁前          | でん             | -                             | 解禁前                            | le coq sportif  |
| 2003 | Panasonic | 解禁前                            | 解禁前 | Panasonic （1st） / ROHTO （2nd） | 解禁前          | でん             | -                             | 解禁前                            | UMBRO           |
| 2004 | Panasonic | 解禁前                            | 解禁前 | ROHTO                             | 解禁前          | でん             | -                             | 解禁前                            | UMBRO           |
| 2005 | Panasonic | 解禁前                            | 解禁前 | ROHTO                             | 解禁前          | でん             | - / シャディ （2005年8月 - ） | 解禁前                            | UMBRO           |
| 2006 | Panasonic | 解禁前                            | 解禁前 | ROHTO                             | 解禁前          | でん             | - / シャディ （2005年8月 - ） | 解禁前                            | UMBRO           |
| 2007 | Panasonic | 解禁前                            | 解禁前 | ROHTO                             | 解禁前          | でん             | MIDORI                        | 解禁前                            | UMBRO           |
| 2008 | Panasonic | 解禁前                            | 解禁前 | ROHTO                             | 解禁前          | でん             | MIDORI                        | 解禁前                            | UMBRO           |
| 2009 | Panasonic | 解禁前                            | 解禁前 | ROHTO                             | 解禁前          | でん             | MIDORI                        | 解禁前                            | UMBRO           |
| 2010 | Panasonic | 解禁前                            | 解禁前 | ROHTO                             | 解禁前          | でん             | -                             | 解禁前                            | UMBRO           |
| 2011 | Panasonic | 解禁前                            | 解禁前 | ROHTO                             | 解禁前          | でん             | -                             | 解禁前                            | UMBRO           |
| 2012 | Panasonic | 解禁前                            | 解禁前 | ROHTO                             | 解禁前          | でん             | DAIKEN                        | 解禁前                            | UMBRO           |
| 2013 | Panasonic | 解禁前                            | 解禁前 | ROHTO                             | 解禁前          | でん             | DAIKEN                        | 解禁前                            | UMBRO           |
| 2014 | Panasonic | 解禁前                            | 解禁前 | ROHTO                             | 解禁前          | でん             | DAIKEN                        | 解禁前                            | UMBRO           |
| 2015 | Panasonic | 解禁前                            | 解禁前 | ROHTO                             | 解禁前          | DAIKEN           | 追手門学院                    | 解禁前                            | UMBRO           |
| 2016 | Panasonic | 解禁前                            | 解禁前 | ROHTO                             | -               | DAIKEN           | - / TOYO TIRES （2nd）        | 解禁前                            | UMBRO           |
| 2017 | Panasonic | 解禁前                            | 解禁前 | ROHTO                             | SHIP HEALTHCARE | DAIKEN           | TOYO TIRES                    | 解禁前                            | UMBRO           |
| 2018 | Panasonic | -                                 | DAICEL | ROHTO                             | SHIP HEALTHCARE | DAIKEN           | TOYO TIRES                    | 解禁前                            | UMBRO           |
| 2019 | Panasonic | DAIKEN                            | DAICEL | ROHTO                             | SHIP HEALTHCARE | -                | TOYO TIRES                    | 解禁前                            | UMBRO           |
| 2020 | Panasonic | DAIKEN                            | DAICEL | ROHTO                             | SHIP HEALTHCARE | TOYO TIRES       | - / 吹田市                    | -                                 | UMBRO           |
| 2021 | Panasonic | -                                 | DAICEL | ROHTO                             | SHIP HEALTHCARE | TOYO TIRES       | - / SUITA CITY                | - / SUSTAINABLE DEVELOPMENT GOALS | UMBRO           |
| 2022 | Panasonic | nanoeX                            | DAICEL | ROHTO                             | SHIP HEALTHCARE | TOYO TIRES       | SUITA CITY                    | SUSTAINABLE DEVELOPMENT GOALS     | UMBRO           |
| 2023 | Panasonic | Make New ― Panasonic （QRコード） | DAICEL | ROHTO                             | SHIP HEALTHCARE | TOYO TIRES       | SUITA CITY                    | SUSTAINABLE DEVELOPMENT GOALS     | hummel          |

- 1992年のナビスコカップ - 1996年は背中スポンサーの松下電器産業（現：パナソニック）（表記:「Matsushita Electric Industrial Co., Ltd.」または「Panasonic / National」）は背番号の下部に書かれてあった[注 11]。1997年以後は背番号の上に背中スポンサーを掲示している。背中下部スポンサーが解禁された2016年はスポンサーを掲出しなかったが2017年からはSHIP HEALTHCAREがスポンサーとして掲出している。
- 2006年以降のAFCチャンピオンズリーグ（ACL）の試合は胸広告（Panasonic）のみ掲示。

## マスコット
- ガンバボーイ　ガンバって勝利を勝ち取る、ガンバの元気なサッカーBOY。チーム名「GAMBA」の由来である「脚」をシンボリックに表現し、闘志溢れるエネルギーをその手でつかみとっている。
- モフレム　ムードメーカーとして色々な接点で熱狂を生み出し、情熱でガンバ大阪とサポーターをつなぐ存在。名前はモフモフしたフォルムと炎（フレイム）を合わせて名付けられた[54]。

## ガンバ大阪U-23
ガンバ大阪U-23（ガンバおおさか・アンダートゥエンティスリー、略称表記:G大23）は、2016年から2020年にかけてJ3リーグ（J3）に参加していた、ガンバ大阪に所属する23歳以下の選手で構成されるサッカーチーム（U-23チーム）。

### 概要 (U-23)
2015年12月15日、Jリーグの理事会において2016年シーズンよりJ1・J2クラブの「U-23チーム」がJ3に参加することが発表され、初年度参加チームの一つとして参戦することがクラブから発表された。
ガンバ大阪強化本部にはかねてよりセカンドチームを持ち、若手選手が試合経験が積める場を提供していきたいという構想があり、それまで公式戦への試合出場が難しかったU-23世代を中心としたセカンドチームで「ガンバ大阪U-23」チームを編成。J3リーグを戦うことで、実戦での経験を重ね、各選手のレベルアップを図る。また、U-23世代の選手がレベルアップすることにより、チーム内の競争を促し、チーム全体のレベルアップ・強化に繋げることを目標としている。また、セカンドチームのJ3参戦に際し、2016年から運用する新ホームスタジアム「市立吹田サッカースタジアム（現：パナソニックスタジアム吹田）」の稼働率を上げることもセカンドチームの編成に踏み切った要因として挙げられている。
上記の目的を達成するため、トップチームとU-23チームの編成は合同を基本としつつも、練習の質を下げないためにトップチームのトレーニングに参加するU-23メンバーを限定し、そこに出場機会のなかった選手をU-23のメンバーとしてJ3の試合に出場させる方針をとっている。
日刊スポーツが2019年7月16日付 の記事で、2020年を最後としてU-23チームの参戦を終了させる方向である見込みであると報じられた。それに伴い、「ガンバ大阪U-23」は2020年シーズンをもってJ3リーグでの参加を終了することになった。

### 略歴 (U-23)
2016年
1月7日、トップチームアシスタントコーチ兼U-23チーム初代監督として、クラブOBで前年まで名古屋のコーチを務めていた實好礼忠が就任。当初はトップチームとU-23のメンバーを区別していなかった（登録メンバーは両者で共通としている）が、総勢37人の大所帯となったことから、2月10日以降は時間を分けての練習を開始した。3月11日には2種登録選手の追加登録を行い、ユースの11選手がU-23チームのメンバーとしてに出場することが可能となった。また、初年度となった2016年度は年間で9位となったが、U-19日本代表に堂安律、初瀬亮、市丸瑞希が選出されてAFC U-19選手権バーレーン2016での優勝に貢献した。
2017年
U-23チームがトップチームと分けられ、コーチもトップチームと異なるスタッフが担当することとなった。これについて当時U-20日本代表監督を務めていた内山篤は、U-23が単独活動化したことによって、U-23を離れてトップチームに帯同こそするものの十分には試合に出られないという若手選手が出てしまうことを危惧していた。實好がG大阪ユース監督に異動し、後任の監督に宮本恒靖、ヘッドコーチに山口智、フィジカルコーチにイ・チャンヨブ、GKコーチに松代直樹が就任した。3月12日、第1節のガイナーレ鳥取戦ではGKの谷晃生が16歳3か月の若さでJリーグデビューを果たした。途中大量失点で敗れるなど第20節から8連敗と苦しんだが、最終節までの6試合は無敗と年間16位でシーズンを終えた。
2018年
宮本体制2年目。6月18日に発生した大阪北部地震により、直後に予定されていたザスパクサツ群馬戦の開催会場、万博記念競技場が一部損壊したため、試合会場をパナソニックスタジアム吹田に変更、開催日も8月に延期する措置を取った。夏季J3リーグ戦中断期間前までの17試合で6勝5分6敗の勝点23で暫定10位となる。
中断期間初日の7月23日、トップチーム監督を解任されたレヴィー・クルピの後任に宮本が指名されたことを受け、實好が約1年半ぶりに監督に復帰した。チーム発足後初めて勝利数が敗戦数を上回り、順位も過去最高の6位でシーズンを終えた。
2019年
實好に代わり、クラブOBで過去にジュビロ磐田やサガン鳥栖などで監督を務めた森下仁志が監督に就任。シーズン序盤は好調を維持するも、中盤にかけてU-23チームで結果を出した選手がトップチームに引き抜かれ、また移籍などの台所事情で低迷が続いた。それでも、2種登録の唐山翔自がJリーグ最年少ハットトリックを記録するなど、唐山を中心とした攻撃力で結果を出していた。最終的には、年間17位でシーズンを終えた。
2020年
森下体制2年目。U-23チームのJ3リーグ参戦は同年が最後のシーズンとなる。シーズン序盤は6連敗を喫するなど苦しんでいたが、後半戦にかけて少しずつ持ち直し、最終的に14位でラストシーズンを終えた。

### 成績（U-23)
| 年度 | 所属 | 順位       | 試合 | 勝点 | 勝 | 引 | 負 | 得点 | 失点 | 得失点 | 監督                |
| 2016 | J3   | 9位 (16)   | 30   | 38   | 10 | 8  | 12 | 42   | 41   | +1     | 實好礼忠            |
| 2017 | J3   | 16位 (17)  | 32   | 26   | 7  | 5  | 20 | 31   | 65   | -34    | 宮本恒靖            |
| 2018 | J3   | 6位 (17)   | 32   | 47   | 13 | 8  | 11 | 53   | 43   | +10    | 宮本恒靖 → 實好礼忠 |
| 2019 | J3   | 17位 (18)  | 34   | 35   | 9  | 8  | 17 | 54   | 54   | 0      | 森下仁志            |
| 2020 | J3   | 14位（18） | 34   | 35   | ９ | ８ | 17 | 43   | 55   | −12    | 森下仁志            |

### 表彰（U-23）
クラブ
- J3フェアプレー賞：2回
  - 2019年、2020年

個人別
- J3月間MVP：2回
  - 髙木彰人（2019年5月）
  - 川﨑修平（2020年8月）

### ホームゲーム開催試合数
U-23チームはトップチームと同じくパナソニックスタジアム吹田での開催を基本としつつ、一部主催試合をトップチームが2015年まで本拠地としていた万博記念競技場でも行う。
| 年度 | パナスタ （吹田S） | 万博 |
| ---- | ------------------ | ---- |
| 2016 | 9                  | 6    |
| 2017 | 13                 | 3    |
| 2018 | 11                 | 5    |
| 2019 | 16                 | 1    |

### ユニフォーム
ユニフォームのデザインはトップチームと同様。サプライヤーもトップと同じUMBRO。

#### 歴代ユニフォームスポンサー年表
| 年度 | 胸        | 鎖骨       | 背中上部 | 背中下部 | 袖 | パンツ         | サプライヤー |
| 2016 | Panasonic | 解禁前     | ROHTO    | -        | -  | - / TOYO TIRES | UMBRO        |
| 2017 | Panasonic | 解禁前     | ROHTO    | -        | -  | -              | UMBRO        |
| 2018 | Panasonic | -          | ROHTO    | -        | -  | -              | UMBRO        |
| 2019 | Panasonic | - / NIKKEI | ROHTO    | -        | -  | -              | UMBRO        |
| 2020 | Panasonic | -          | ROHTO    | -        | -  | -              | UMBRO        |

## アカデミー
G大阪のアカデミーは、初代監督 釜本邦茂が主催していたジュニアユースおよびジュニア年代のクラブチーム「釜本FC」が移行する形でJリーグ開幕前年の1992年に発足したものであり、「豊かな人間形成」「世界に通じるクリエイティブな選手の育成」「フェアプレー精神の遵守」の3つをコンセプトとする指導方針のもと、ユース（約30名）、ジュニアユース（3チーム、約300名）、ジュニア（4チーム、約1500名）の3カテゴリーで構成された一貫指導体制を敷いている。
2008年までG大阪の育成・普及部長を務めた初代ユース監督上野山信行の指導のもと、Jリーグ開幕当初から様々な大会で実績を残している。また、宮本恒靖、稲本潤一、新井場徹、大黒将志、橋本英郎、二川孝広、丹羽大輝、家長昭博、安田理大、倉田秋、宇佐美貴史など多くの選手がトップチームの主力に定着している。

### ガンバ大阪ユース
Jリーグ開幕当初から全国のクラブユースチームを代表するチームで、1998年の高円宮杯全日本ユースサッカー選手権 では、大黒将志、二川孝広らを擁して、全国レベルの強豪校と互角に渡り合い準優勝の成績を収めた。なお、Jユースカップの優勝回数（4回）は最多である。
| 年度 | 所属                  | リーグ戦 | リーグ戦 | リーグ戦 | リーグ戦 | リーグ戦 | リーグ戦 |                     | カップ戦      | カップ戦      | カップ戦          | 監督       |
| 年度 | 所属                  | 試合     | 勝点     | 勝       | 分       | 敗       | 順位     | クラブユース 選手権 | 高円宮杯      | Jユースカップ |                   | 監督       |
| ---- | --------------------- | -------- | -------- | -------- | -------- | -------- | -------- | ------------------- | ------------- | ------------- | ----------------- | ---------- |
| 1992 |                       |          |          |          |          |          |          |                     | 準優勝        |               |                   | 上野山信行 |
| 1993 |                       |          |          |          |          |          |          | ベスト8             |               | 3位           |                   | 上野山信行 |
| 1994 |                       |          |          |          |          |          |          |                     | ベスト16      | 優勝          |                   | 上野山信行 |
| 1995 |                       |          |          |          |          |          |          | 準優勝              | ベスト8       | ベスト4       |                   | 上野山信行 |
| 1996 |                       |          |          |          |          |          |          | GL敗退              | ベスト8       | 準優勝        |                   | 上野山信行 |
| 1997 |                       |          |          |          |          |          |          | ベスト4             | ベスト16      | ベスト4       | 西村昭宏          |            |
| 1998 |                       |          |          |          |          |          |          | 優勝                | 準優勝        | ベスト4       | 西村昭宏          |            |
| 1999 |                       |          |          |          |          |          |          | GL敗退              |               | ベスト16      | 竹本一彦          |            |
| 2000 |                       |          |          |          |          |          |          | ベスト8             |               | 優勝          | 高橋真一郎        |            |
| 2001 |                       |          |          |          |          |          |          | ベスト8             |               | ベスト8       | 高橋真一郎        |            |
| 2002 |                       |          |          |          |          |          |          | GL敗退              |               | 優勝          | 高橋真一郎        |            |
| 2003 | プリンスリーグ関西    | 7        | 19       | 6        | 1        | 0        | 優勝     | ベスト8             | GL敗退        | ベスト16      | 島田貴裕          |            |
| 2004 | プリンスリーグ関西    | 7        | 19       | 6        | 1        | 0        | 優勝     | GL敗退              | ベスト8       | GL敗退        | 島田貴裕          |            |
| 2005 | プリンスリーグ関西    | 7        | 18       | 6        | 0        | 1        | 優勝     | ベスト4             | ベスト16      | ベスト4       | 島田貴裕          |            |
| 2006 | プリンスリーグ関西    | 6        | 13       | 4        | 1        | 1        | 2位      | 優勝                | ベスト4       | ベスト16      | 島田貴裕          |            |
| 2007 | プリンスリーグ関西    | 6        | 14       | 4        | 2        | 0        | 優勝     | 優勝                | ベスト8       | ベスト4       | 島田貴裕          |            |
| 2008 | プリンスリーグ関西1部 | 7        | 16       | 5        | 1        | 1        | 2位      | ベスト4             | ベスト16      | 優勝          | 松波正信          |            |
| 2009 | プリンスリーグ関西1部 | 7        | 7        | 2        | 1        | 4        | 7位      | GL敗退              |               | ベスト4       | 島田貴裕          |            |
| 2010 | プリンスリーグ関西2部 | 7        | 21       | 7        | 0        | 0        | 優勝     | ベスト8             |               | GL敗退        | 島田貴裕          |            |
| 年度 | 所属                  | リーグ戦 | リーグ戦 | リーグ戦 | リーグ戦 | リーグ戦 | リーグ戦 |                     | カップ戦      | カップ戦      | カップ戦          | 監督       |
| 年度 | 所属                  | 試合     | 勝点     | 勝       | 分       | 敗       | 順位     | クラブユース 選手権 | Jユースカップ | Jユースカップ |                   | 監督       |
| 2011 | プリンスリーグ関西1部 | 14       | 34       | 11       | 1        | 2        | 2位      |                     | GL敗退        | ベスト16      | ベスト16          | 梅津博徳   |
| 2012 | プリンスリーグ関西1部 | 18       | 48       | 16       | 0        | 2        | 優勝     | ベスト16            | 準優勝        | 準優勝        |                   | 梅津博徳   |
| 2013 | プレミアリーグWEST    | 18       | 23       | 7        | 2        | 9        | 7位      | ベスト4             | ベスト8       | ベスト8       |                   | 梅津博徳   |
| 2014 | プレミアリーグWEST    | 18       | 37       | 12       | 1        | 5        | 2位      | ベスト8             | 準優勝        | 準優勝        |                   | 梅津博徳   |
| 2015 | プレミアリーグWEST    | 18       | 39       | 12       | 3        | 3        | 優勝     | GL敗退              | ベスト16      | ベスト16      |                   | 梅津博徳   |
| 2016 | プレミアリーグWEST    | 18       | 29       | 9        | 2        | 7        | 5位      | ベスト16            | ベスト8       | ベスト8       |                   | 梅津博徳   |
| 2017 | プレミアリーグWEST    | 18       | 32       | 9        | 5        | 4        | 3位      | ベスト8             | 準優勝        | 準優勝        | 實好礼忠          |            |
| 2018 | プレミアリーグWEST    | 18       | 35       | 10       | 5        | 3        | 2位      | ベスト16            | ベスト8       | ベスト8       | 實好礼忠→島田貴裕 |            |
| 2019 | プレミアリーグWEST    | 18       | 34       | 10       | 4        | 4        | 3位      |                     | １回戦敗退    | 準優勝        | 準優勝            |            |
| 2020 | プレミアリーグWEST    | -        | -        | -        | -        | -        | -        |                     | -             | -             | -                 |            |
| 2021 | プレミアリーグWEST    | 14       | 24       | 7        | 2        | 5        | 3位      |                     | -             | -             | -                 |            |
| 2022 | プレミアリーグWEST    | 22       |          |          |          |          | 11位     |                     | GL敗退        | 3位（CL内）   | 3位（CL内）       |            |

2020年、2021年に関して（プレミアリーグ）
新型コロナウイルス感染拡大に伴い未開催（2020年）、未消化試合あり（2021年）。
タイトル
- 日本クラブユースサッカー選手権：5回
  - 1998年, 2006年, 2007年, 2023年, 2024年
- Jユースカップ：4回
  - 1994年, 2000年, 2002年, 2008年
- 高円宮杯プレミアリーグWEST：1回
  - 2015年
- サニックス杯国際ユースサッカー大会：1回
  - 2013年
- FBS高校・ユース招待：1回

2007年
- プリンスリーグ関西1部：5回
  - 2003年, 2004年, 2005年, 2007年, 2012年

### ガンバ大阪ジュニアユース
万博グラウンドがある吹田市にあるチーム。高円宮杯で2006年、2007年と2連覇、2012年に史上初の全国3冠、2012年のマンチェスター・ユナイテッド・プレミアカップで準優勝するなど、様々な大会で実績を残している。
| 年度 | 所属                      | リーグ戦 | リーグ戦 | リーグ戦 | リーグ戦 | リーグ戦 | リーグ戦 |                     | カップ戦  | カップ戦           | カップ戦 | 監督     |
| 年度 | 所属                      | 試合     | 勝点     | 勝       | 分       | 敗       | 順位     | クラブユース 選手権 | 高円宮杯  | JFA プレミアカップ |          | 監督     |
| ---- | ------------------------- | -------- | -------- | -------- | -------- | -------- | -------- | ------------------- | --------- | ------------------ | -------- | -------- |
| 1998 |                           |          |          |          |          |          |          |                     | GL敗退    |                    |          | 島田貴裕 |
| 1999 |                           |          |          |          |          |          |          | ベスト4             |           |                    |          | 島田貴裕 |
| 2000 |                           |          |          |          |          |          |          |                     | ベスト16  |                    |          | 島田貴裕 |
| 2001 |                           |          |          |          |          |          |          | ベスト8             | ベスト8   |                    |          | 島田貴裕 |
| 2002 |                           |          |          |          |          |          |          | GL敗退              |           |                    | 曽根純也 |          |
| 2003 |                           |          |          |          |          |          |          | ベスト16            |           |                    | 曽根純也 |          |
| 2004 |                           |          |          |          |          |          |          | 準優勝              | ベスト4   |                    | 鴨川幸司 |          |
| 2005 |                           |          |          |          |          |          |          | ベスト16            | ベスト16  |                    | 鴨川幸司 |          |
| 2006 | モルテン・大阪府リーグ1部 | 9        | 14       | 4        | 2        | 3        | 5位      | ベスト8             | 優勝      |                    | 鴨川幸司 |          |
| 2007 | モルテン・大阪府リーグ1部 | 11       | 23       | 7        | 2        | 2        | 2位      | ベスト8             | 優勝      | 優勝               | 鴨川幸司 |          |
| 2008 | モルテン・大阪府リーグ1部 | 11       | 16       | 5        | 1        | 5        | 7位      | 準優勝              | ベスト16  | GL敗退             | 鴨川幸司 |          |
| 2009 | 関西サンライズリーグ      | 9        | 22       | 7        | 1        | 1        | 2位      | GL敗退              |           | 優勝               | 鴨川幸司 |          |
| 2010 | 関西サンライズリーグ      | 11       | 27       | 9        | 0        | 2        | 優勝     |                     |           | GL敗退             | 鴨川幸司 |          |
| 2011 | 関西サンライズリーグ      | 11       | 30       | 10       | 0        | 1        | 優勝     | 準優勝              | 1回戦敗退 | GL敗退             | 鴨川幸司 |          |
| 2012 | 関西サンライズリーグ      | 22       | 63       | 21       | 0        | 1        | 優勝     | 優勝                | 優勝      | 優勝               | 鴨川幸司 |          |
| 2013 | 関西サンライズリーグ      | 22       | 61       | 20       | 1        | 1        | 優勝     | ベスト4             |           | GL敗退             | 鴨川幸司 |          |
| 2014 | 関西サンライズリーグ      | 22       | 43       | 13       | 4        | 5        | 3位      | ベスト32            | ベスト16  |                    | 鴨川幸司 |          |
| 2015 | 関西サンライズリーグ      | 22       | 40       | 12       | 4        | 6        | 3位      | ベスト4             |           |                    | 鴨川幸司 |          |
| 2016 | 高円宮杯地域リーグ関西    | 22       | 52       | 16       | 4        | 2        | 優勝     | ベスト8             | ベスト32  |                    | 鴨川幸司 |          |
| 2017 | 高円宮杯地域リーグ関西    | 22       | 40       | 12       | 4        | 6        | 2位      | ベスト16            | ベスト16  |                    | 梅津博徳 |          |
| 2018 | 高円宮杯地域リーグ関西    | 22       | 46       | 14       | 4        | 4        | 優勝     | 1回戦敗退           | ベスト32  | GL敗退             | 梅津博徳 |          |

タイトル
- 日本クラブユースサッカー選手権：1回
  - 2012年
- 高円宮杯全日本ユースサッカー選手権：4回
  - 2006年, 2007年, 2012年, 2019年
- JFAプレミアカップ：3回
  - 2007年, 2009年, 2012年
- 関西サンライズリーグ：6回
  - 2010年, 2011年, 2012年, 2013年, 2016年, 2018年

### ガンバ大阪堺ジュニアユース
| 年度 | 所属                       | リーグ戦 | リーグ戦 | リーグ戦 | リーグ戦 | リーグ戦 | リーグ戦 |                     | カップ戦 | カップ戦           | カップ戦 |
| 年度 | 所属                       | 試合     | 勝点     | 勝       | 分       | 敗       | 順位     | クラブユース 選手権 | 高円宮杯 | JFA プレミアカップ |          |
| ---- | -------------------------- | -------- | -------- | -------- | -------- | -------- | -------- | ------------------- | -------- | ------------------ | -------- |
| 1998 |                            |          |          |          |          |          |          |                     | ベスト16 | ベスト16           | 準優勝   |
| 1999 |                            |          |          |          |          |          |          | ベスト8             |          |                    |          |
| 2000 |                            |          |          |          |          |          |          |                     |          |                    |          |
| 2001 |                            |          |          |          |          |          |          | GL敗退              |          |                    |          |
| 2002 |                            |          |          |          |          |          |          | GL敗退              | ベスト16 |                    |          |
| 2003 |                            |          |          |          |          |          |          | GL敗退              |          |                    |          |
| 2004 |                            |          |          |          |          |          |          | GL敗退              | GL敗退   |                    |          |
| 2005 |                            |          |          |          |          |          |          |                     |          |                    |          |
| 2006 | モルテン・大阪府リーグ1部  | 9        | 13       | 4        | 1        | 4        | 6位      | ベスト16            |          |                    |          |
| 2007 | モルテン・大阪府リーグ1部  | 11       | 18       | 6        | 0        | 5        | 6位      |                     |          |                    |          |
| 2008 | モルテン・大阪府リーグ2部A | 11       | 15       | 5        | 0        | 6        | 9位      |                     |          |                    |          |
| 2008 | モルテン・大阪府リーグ2部B | 11       | 30       | 10       | 0        | 1        | 優勝     |                     |          |                    |          |
| 2009 | モルテン・大阪府リーグ1部  | 10       | 9        | 2        | 3        | 5        | 8位      |                     |          |                    |          |
| 2009 | モルテン・大阪府リーグ2部A | 11       | 27       | 8        | 3        | 0        | 優勝     |                     |          |                    |          |
| 2010 | モルテン・大阪府リーグ1部  | 9        | 18       | 5        | 3        | 1        | 2位      |                     |          |                    |          |
| 2010 | モルテン・大阪府リーグ1部  | 9        | 16       | 5        | 1        | 3        | 4位      |                     |          |                    |          |
| 2011 | モルテン・大阪府リーグ1部  | 9        | 8        | 2        | 2        | 5        | 8位      |                     |          |                    |          |
| 2011 | フューチャーリーグ大阪1部  | 12       | 7        | 2        | 1        | 9        | 7位      |                     |          |                    |          |
| 2012 | アドバンスリーグ大阪2部A   | 18       | 37       | 12       | 1        | 5        | 3位      |                     |          |                    |          |
| 2013 | アドバンスリーグ大阪2部B   | 18       | 46       | 14       | 4        | 0        | 優勝     | GL敗退              |          |                    |          |
| 2014 | アドバンスリーグ大阪1部    | 18       | 28       | 9        | 1        | 8        | 4位      | ベスト32            |          |                    |          |
| 2015 | アドバンスリーグ大阪1部    | 18       | 29       | 9        | 2        | 7        | 5位      |                     |          |                    |          |
| 2016 | アドバンスリーグ大阪1部    | 18       | 17       | 4        | 5        | 9        | 7位      |                     |          |                    |          |
| 2017 | アドバンスリーグ大阪2部A   | 19       | 46       | 12       | 5        | 2        | 2位      |                     |          |                    |          |
| 2018 | アドバンスリーグ大阪1部    | 18       | 27       | 7        | 6        | 5        | 4位      |                     |          |                    |          |

### ガンバ大阪門真ジュニアユース
2001年6月に発足。2010年の日本クラブユースサッカー選手権では初出場でベスト16。また、2011年に関西サンライズリーグへ昇格した。
| 年度 | 所属                      | リーグ戦 | リーグ戦 | リーグ戦 | リーグ戦 | リーグ戦 | リーグ戦 |                     | カップ戦  | カップ戦           | カップ戦 |
| 年度 | 所属                      | 試合     | 勝点     | 勝       | 分       | 敗       | 順位     | クラブユース 選手権 | 高円宮杯  | JFA プレミアカップ |          |
| ---- | ------------------------- | -------- | -------- | -------- | -------- | -------- | -------- | ------------------- | --------- | ------------------ | -------- |
| 2001 |                           |          |          |          |          |          |          |                     |           |                    |          |
| 2002 |                           |          |          |          |          |          |          |                     |           |                    |          |
| 2003 |                           |          |          |          |          |          |          |                     |           |                    |          |
| 2004 |                           |          |          |          |          |          |          |                     |           |                    |          |
| 2005 |                           |          |          |          |          |          |          |                     |           |                    |          |
| 2006 | モルテン・大阪府リーグ1部 | 9        | 21       | 6        | 3        | 0        | 2位      |                     |           |                    |          |
| 2007 | モルテン・大阪府リーグ1部 | 11       | 20       | 6        | 2        | 3        | 4位      |                     |           |                    |          |
| 2008 | モルテン・大阪府リーグ1部 | 11       | 27       | 8        | 3        | 0        | 優勝     |                     |           |                    |          |
| 2008 | モルテン・大阪府リーグ1部 | 11       | 14       | 4        | 2        | 5        | 7位      |                     |           |                    |          |
| 2009 | モルテン・大阪府リーグ1部 | 10       | 20       | 6        | 2        | 2        | 2位      |                     |           |                    |          |
| 2009 | モルテン・大阪府リーグ1部 | 9        | 22       | 7        | 1        | 1        | 優勝     |                     |           |                    |          |
| 2010 | モルテン・大阪府リーグ1部 | 9        | 19       | 6        | 1        | 2        | 優勝     | ベスト16            |           |                    |          |
| 2011 | 関西サンライズリーグ      | 11       | 15       | 4        | 3        | 4        | 7位      |                     |           |                    |          |
| 2012 | 関西サンライズリーグ      | 22       | 28       | 8        | 4        | 10       | 6位      | GL敗退              | 1回戦敗退 |                    |          |
| 2013 | 関西サンライズリーグ      | 22       | 37       | 11       | 4        | 7        | 4位      | ベスト32            |           |                    |          |
| 2014 | 関西サンライズリーグ      | 22       | 34       | 10       | 4        | 8        | 6位      |                     |           |                    |          |
| 2015 | 関西サンライズリーグ      | 22       | 40       | 13       | 1        | 8        | 5位      |                     |           |                    |          |
| 2016 | 高円宮杯地域リーグ関西    | 22       | 36       | 11       | 3        | 8        | 6位      |                     |           |                    |          |
| 2017 | 高円宮杯地域リーグ関西    | 22       | 30       | 9        | 3        | 10       | 7位      |                     | ベスト16  |                    |          |
| 2018 | 高円宮杯地域リーグ関西    | 22       | 41       | 13       | 2        | 7        | 4位      | ベスト8             | ベスト16  |                    |          |

### ガンバ大阪ジュニア
- 全日本少年サッカー大会 大阪府大会：1回（2016年）

### トップチーム昇格者・出身選手
トップチーム昇格者の内、飛び級で昇格した選手は稲本潤一、新井場徹（1997年）、家長昭博（2004年）、宇佐美貴史（2009年）、井手口陽介（2014年）、堂安律（2016年）の6名で、特に宇佐美はジュニアユースとユースをそれぞれ2年間で飛び級している唯一の高校2年生次でのトップチーム昇格者である。

## スポンサー
かつて読売サッカークラブやヴェルディの親会社だった読売新聞グループ本社もスポンサーの1社であった。

## メディア
- テレビ大阪（TVO）
  - 「ガンバレ!GAMBA」 (1993年-1996年3月)
- J:COM
  - 「GAMBA EX」 （-2009年12月）
- 毎日放送（MBS）
  - GAMBA TV〜青と黒〜（2009年9月28日-）
  - KICK OFF! KANSAI（2023年4月1日-）
- 朝日放送テレビ（ABC）
  - Jフットニスタ（2015年4月7日-）
- スカパー
  - 「GAMBA FAMILY」 (2013年- )

## サポーターミーティング
2008年より開催されているクラブ関係者とサポーターとの意見交換会。議事録は公式サイトに掲載されている。

## 決算
ガンバ大阪の決算は、つぎのとおり。

### 損益
| 年度 | 収入  | 広告料 | 入場料 | 配分 | その他 | 費用  | 事業費 | 人件費 | 管理費 | 利益 | 純利益 |
| ---- | ----- | ------ | ------ | ---- | ------ | ----- | ------ | ------ | ------ | ---- | ------ |
| 2005 | 3,418 | 1,684  | 506    | 552  | 676    | 3,525 | 2,797  | N.A.   | 728    | -107 | 5      |
| 2006 | 3,361 | 1,729  | 505    | 485  | 642    | 3,118 | 2,390  | 1,623  | 728    | 243  | 14     |
| 2007 | 3,212 | 1,437  | 534    | 488  | 753    | 3,304 | 2,635  | 1,927  | 669    | -92  | 67     |
| 2008 | 4,399 | 1,748  | 598    | 672  | 1,381  | 4,137 | 3,233  | 2,304  | 904    | 262  | 39     |
| 2009 | 4,078 | 1,731  | 588    | 371  | 1,388  | 3,939 | 2,993  | 2,215  | 946    | 139  | 39     |
| 2010 | 3,346 | 1,734  | 553    | 375  | 684    | 3,380 | 2,626  | 1,773  | 754    | -34  | 11     |

出典: 各年度のJ1 クラブ決算一覧。
2005、
2006、
2007、
2008、
2009、
2010
金額の単位: 百万円
人件費は事業費に含まれる。
| 年度 | 収益  | 広告料 | 入場料 | 配分 | 育成 | その他 | 費用  | 人件費 | 試合 | トップ | 育成 | 女子 | 販売  | 利益 | 純利益 |
| ---- | ----- | ------ | ------ | ---- | ---- | ------ | ----- | ------ | ---- | ------ | ---- | ---- | ----- | ---- | ------ |
| 2011 | 3,817 | 1,739  | 597    | 223  | 117  | 1,141  | 3,745 | 2,010  | 334  | 336    | 80   | 0    | 985   | 72   | 47     |
| 2012 | 3,285 | 1,840  | 529    | 232  | 123  | 561    | 3,352 | 1,707  | 321  | 267    | 102  | 0    | 955   | -67  | 4      |
| 2013 | 2,786 | 1,696  | 465    | 105  | 138  | 382    | 2,839 | 1,486  | 233  | 194    | 114  | 0    | 812   | -53  | -63    |
| 2014 | 3,863 | 1,843  | 592    | 238  | 138  | 1,052  | 3,778 | 1,815  | 298  | 242    | 117  | 0    | 1,306 | 85   | 40     |
| 2015 | 4,282 | 1,907  | 795    | 270  | 137  | 1,173  | 4,205 | 1,956  | 357  | 313    | 113  | 0    | 1,466 | 77   | 37     |

出典: 各年度のJ1 クラブ決算一覧。
2011、
2012、
2013、
2014、
2015
金額の単位: 百万円
| 年度 | 収益  | 広告料 | 入場料 | 配分 | 育成 | 物販 | その他 | 費用  | 人件費 | 試合 | トップ | 育成 | 女子 | 物販 | 販売  | 利益 | 純利益 |
| ---- | ----- | ------ | ------ | ---- | ---- | ---- | ------ | ----- | ------ | ---- | ------ | ---- | ---- | ---- | ----- | ---- | ------ |
| 2016 | 5,146 | 1,817  | 1,390  | 288  | 140  | 588  | 923    | 4,882 | 1,900  | 832  | 426    | 121  | 0    | 451  | 1,152 | 264  | 20     |

出典: 各年度のJ1 クラブ決算一覧。
2016
金額の単位: 百万円

### 資産
| 年度 | 総資産 | 総負債 | 純資産 | 資本金 |
| ---- | ------ | ------ | ------ | ------ |
| 2005 | 1,399  | 1,385  | 14     | 10     |
| 2006 | 1,281  | 1,252  | 28     | 10     |
| 2007 | 1,216  | 1,121  | 95     | 10     |
| 2008 | 1,255  | 1,120  | 134    | 10     |
| 2009 | 1,188  | 1,015  | 173    | 10     |
| 2010 | 1,037  | 854    | 182    | 10     |
| 2011 | 1,318  | 1,089  | 229    | 10     |
| 2012 | 972    | 740    | 232    | 10     |
| 2013 | 735    | 566    | 169    | 10     |
| 2014 | 1,479  | 1,214  | 209    | 10     |
| 2015 | 1,839  | 1,595  | 244    | 10     |
| 2016 | 1,844  | 1,581  | 263    | 10     |

出典: 各年度のJ1 クラブ決算一覧。
2005、
2006、
2007、
2008、
2009、
2010、
2011、
2012、
2013、
2014、
2015、
2016
金額の単位: 百万円